# باشگاه فوتبال یوونتوس در فصل ۲۰۱۵–۱۶
فصل ۲۰۱۵–۱۶ صد و هجدهمین فصل حضور یوونتوس در سطح اول فوتبال ایتالیاست. این فصل برای یوونتوس، نهمین فصل حضور متوالی در سری‌آ است.
در این فصل ستاره‌ای بر روی نشان کوپا ایتالیا بر روی پیراهن این باشگاه، درج شد. این ستاره از کسب ۱۰ عنوان قهرمانی در جام حذفی ایتالیا حکایت می‌کند. در ۲۵ آوریل ۲۰۱۶، باشگاه پنجمین قهرمانی متوالی‌اش در سری آ را کسب کرد و به تعداد ۳۲ قهرمانی در مجموع رسید. این قهرمانی هنگامی کسب شد که در سه هفته مانده به پایان لیگ، رم با شکست مقابل ناپولی جایگاه دوم خودش را از دست داد و قهرمانی یوونتوس با اختلاف امتیازی که کسب کرده بود، پیش از پایان لیگ، مسجل شد. این دومین بار است که باشگاه، رکورد ۵ قهرمانی متوالی در لیگ را کسب می‌کند. پیش از این در سال‌های ۱۹۳۰–۳۱ تا ۱۹۳۴–۳۵ این رکورد به‌دست آمده بود. قهرمانی این فصل در حالی به دست آمد که یوونتوس از ۱۰ بازی ابتدای فصل، فقط در ۳ بازی پیروز شده بود. پس از شکست مقابل ساسوئولو در ۲۸ اکتبر ۲۰۱۵ که یوونتوس را تا رتبه ۱۲ جدول پایین برده بود، باشگاه توانست عملکرد خوبی از خود نشان دهد و در ۲۵ بازی بعدی از ۷۵ امتیاز ممکن، ۷۳ امتیاز کسب کند. یوونتوس در ۲۵ مه، یازدهمین عنوان قهرمانی خودش در کوپا ایتالیا را جشن گرفت. این قهرمانی، دومین قهرمانی در جام حذفی بود و یوونتوس را تبدیل به اولین تیم در تاریخ فوتبال ایتالیا کرد که در دو فصل متوالی، قهرمان لیگ و جام حذفی می‌شود.

## بازیکنان

### اطلاعات بازیکنان
آخرین بروزآوری در ۱۸ سپتامبر ۲۰۱۵.

| شماره       | نام               | ملیت        | پست           | تاریخ تولد (سن)         | پیوستن به باشگاه | قرارداد تا  | پیوسته از                 | قیمت بازیکن      | توضیحات     |
| دروازه‌بانان | دروازه‌بانان       | دروازه‌بانان | دروازه‌بانان   | دروازه‌بانان             | دروازه‌بانان      | دروازه‌بانان | دروازه‌بانان               | دروازه‌بانان      | دروازه‌بانان |
| ----------- | ----------------- | ----------- | ------------- | ----------------------- | ---------------- | ----------- | ------------------------- | ---------------- | ----------- |
| ۱           | جانلوئیجی بوفون   | ایتالیا     | دروازه‌بان     | ۲۸ ژانویه ۱۹۷۸ (۳۸ سال) | ۲۰۰۱             | ۲۰۱۷        | پارما                     | ۴۵ میلیون یورو   | کاپیتان     |
| ۲۵          | نتو               | برزیل       | دروازه‌بان     | ۱۹ ژوئیه ۱۹۸۹ (۲۶ سال)  | ۲۰۱۵             | ۲۰۱۹        | فیورنتینا                 | آزاد             |             |
| ۳۴          | روبینیو           | برزیل       | دروازه‌بان     | ۴ اوت ۱۹۸۲ (۳۳ سال)     | ۲۰۱۲             | ۲۰۱۶        | پالرمو                    | آزاد             |             |
| ۳۸          | امیل آئودرو       | ایتالیا     | دروازه‌بان     | ۱۸ ژانویه ۱۹۹۷ (۱۹ سال) | ۲۰۱۵             |             | آکادمی یوونتوس            | ناموجود          |             |
| مدافعان     |                   |             |               |                         |                  |             |                           |                  |             |
| ۳           | جورجو کیه‌لینی     | ایتالیا     | مدافع         | ۱۴ اوت ۱۹۸۴ (۳۱ سال)    | ۲۰۰۵             | ۲۰۱۸        | فیورنتینا                 | ۷٫۴ میلیون یورو  | کاپیتان دوم |
| ۴           | مارتین کاسرس      | اروگوئه     | مدافع         | ۷ آوریل ۱۹۸۷ (۲۹ سال)   | ۲۰۱۲             | ۲۰۱۶        | سویا                      | ۸ میلیون یورو    |             |
| ۱۲          | آلکس ساندرو       | برزیل       | مدافع         | ۲۶ ژانویه ۱۹۹۱ (۲۵ سال) | ۲۰۱۵             | ۲۰۲۰        | پورتو                     | ۲۶ میلیون یورو   |             |
| ۱۵          | آندره‌آ بارزالی    | ایتالیا     | مدافع         | ۸ مه ۱۹۸۱ (۳۵ سال)      | ۲۰۱۱             | ۲۰۱۶        | وولفسبورگ                 | ۰٫۳ میلیون یورو  |             |
| ۱۹          | لئوناردو بونوچی   | ایتالیا     | مدافع         | ۱ مه ۱۹۸۷ (۲۹ سال)      | ۲۰۱۰             | ۲۰۲۰        | باری                      | ۱۵٫۵ میلیون یورو |             |
| ۲۴          | دنیله روگانی      | ایتالیا     | مدافع         | ۲۹ ژوئیه ۱۹۹۴ (۲۱ سال)  | ۲۰۱۵             | ۲۰۲۰        | امپولی                    | ۳٫۵ میلیون یورو  |             |
| ۲۶          | اشتفان لیختشتاینر | سوئیس       | مدافع         | ۱۶ ژانویه ۱۹۸۴ (۳۲ سال) | ۲۰۱۱             | ۲۰۱۷        | لاتزیو                    | ۱۰ میلیون یورو   |             |
| ۳۳          | پاتریس اورا       | فرانسه      | مدافع         | ۱۵ مه ۱۹۸۱ (۳۵ سال)     | ۲۰۱۴             | ۲۰۱۶        | منچستر یونایتد            | ۱٫۶ میلیون یورو  |             |
| هافبک‌ها     |                   |             |               |                         |                  |             |                           |                  |             |
| ۶           | سامی خدیرا        | آلمان       | هافبک         | ۴ آوریل ۱۹۸۷ (۲۹ سال)   | ۲۰۱۵             | ۲۰۱۹        | باشگاه فوتبال رئال مادرید | آزاد             |             |
| ۸           | کلودیو مارکیزیو   | ایتالیا     | هافبک         | ۱۹ ژانویه ۱۹۸۶ (۳۰ سال) | ۲۰۰۶             | ۲۰۲۰        | آکادمی یوونتوس            | ناموجود          | کاپیتان سوم |
| ۱۰          | پل پوگبا          | فرانسه      | هافبک         | ۱۵ مارس ۱۹۹۳ (۲۳ سال)   | ۲۰۱۲             | ۲۰۱۹        | منچستر یونایتد            | آزاد             |             |
| ۱۱          | هرنانس            | برزیل       | هافبک         | ۲۹ مه ۱۹۸۵ (۳۱ سال)     | ۲۰۱۵             | ۲۰۱۸        | اینتر میلان               | ۱۱ میلیون یورو   |             |
| ۱۶          | خوان کوادرادو     | کلمبیا      | هافبک / مهاجم | ۲۶ مه ۱۹۸۸ (۲۸ سال)     | ۲۰۱۵             | ۲۰۱۶        | چلسی                      | ۱٫۵ میلیون یورو  | قرضی        |
| ۱۸          | ماریو لمینا       | گابن        | هافبک         | ۱ سپتامبر ۱۹۹۳ (۲۲ سال) | ۲۰۱۵             | ۲۰۱۶        | المپیک مارسی              | ۰٫۵ میلیون یورو  | قرضی        |
| ۲۰          | سیمونه پادوین     | ایتالیا     | هافبک / مدافع | ۱۸ مارس ۱۹۸۴ (۳۲ سال)   | ۲۰۱۲             | ۲۰۱۷        | آتالانتا                  | ۵ میلیون یورو    |             |
| ۲۲          | کوادوو آساموا     | غنا         | هافبک / مدافع | ۹ دسامبر ۱۹۸۸ (۲۷ سال)  | ۲۰۱۲             | ۲۰۱۸        | اودینزه                   | ۱۸ میلیون یورو   |             |
| ۲۷          | استفانو استورارو  | ایتالیا     | هافبک         | ۹ مارس ۱۹۹۳ (۲۳ سال)    | ۲۰۱۴             | ۲۰۱۹        | جنوا                      | ۵٫۵ میلیون یورو  |             |
| ۳۷          | روبرتو پریرا      | آرژانتین    | هافبک         | ۷ ژانویه ۱۹۹۱ (۲۵ سال)  | ۲۰۱۴             | ۲۰۲۰        | اودینزه                   | ۱۴ میلیون یورو   |             |
| مهاجمین     |                   |             |               |                         |                  |             |                           |                  |             |
| ۷           | سیمونه زازا       | ایتالیا     | مهاجم         | ۲۵ ژوئن ۱۹۹۱ (۲۵ سال)   | ۲۰۱۵             | ۲۰۲۰        | ساسوئولو                  | ۱۸ میلیون یورو   |             |
| ۹           | آلوارو موراتا     | اسپانیا     | مهاجم         | ۲۳ اکتبر ۱۹۹۲ (۲۳ سال)  | ۲۰۱۴             | ۲۰۲۰        | باشگاه فوتبال رئال مادرید | ۲۰ میلیون یورو   |             |
| ۱۷          | ماریو ماندژوکیچ   | کرواسی      | مهاجم         | ۲۱ مه ۱۹۸۶ (۳۰ سال)     | ۲۰۱۵             | ۲۰۱۹        | اتلتیکو مادرید            | ۱۹ میلیون یورو   |             |
| ۲۱          | پائولو دیبالا     | آرژانتین    | مهاجم         | ۱۵ نوامبر ۱۹۹۳ (۲۲ سال) | ۲۰۱۵             | ۲۰۲۰        | پالرمو                    | ۳۲ میلیون یورو   |             |
| ۳۹          | آندره‌آ فاویلی     | ایتالیا     | مهاجم         | ۱۷ مه ۱۹۹۷ (۱۹ سال)     | ۲۰۱۵             | ۲۰۱۶        | لیورنو                    | ۰٫۱۵ میلیون یورو | قرضی        |

## نقل و انتقالات

### تابستان ۲۰۱۵

#### ورود
| تاریخ         | پست       | بازیکن          | سن | انتقال از                  | مبلغ                             | توضیحات                                                              | منبع                                              |
| ------------- | --------- | --------------- | -- | -------------------------- | -------------------------------- | -------------------------------------------------------------------- | ------------------------------------------------- |
| ۴ ژوئن ۲۰۱۵   | مهاجم     | پائولو دیبالا   | ۲۱ | پالرمو                     | ۳۲ میلیون یورو + ۸ میلیون متغیر  |                                                                      | بایگانی‌شده در ۱۶ مارس ۲۰۱۶ توسط Wayback Machine   |
| ۹ ژوئن ۲۰۱۵   | هافبک     | سامی خدیرا      | ۲۸ | رئال مادرید                | آزاد                             |                                                                      |                                                   |
| ۲۲ ژوئن ۲۰۱۵  | مهاجم     | ماریو ماندژوکیچ | ۲۹ | اتلتیکو مادرید             | ۱۹ میلیون یورو + ۲ میلیون متغیر  |                                                                      | [ پیوند مرده ]                                    |
| ۱ ژوئیه ۲۰۱۵  | مدافع     | دنیله روگانی    | ۲۰ | امپولی                     |                                  | پایان انتقال قرضی                                                    |                                                   |
| ۳ ژوئیه ۲۰۱۵  | دروازه‌بان | نتو             | ۲۵ | فیورنتینا                  | آزاد                             |                                                                      |                                                   |
| ۷ ژوئیه ۲۰۱۵  | مهاجم     | سیمونه زازا     | ۲۴ | ساسوئولو                   | ۱۸ میلیون یورو                   |                                                                      |                                                   |
| ۱۳ ژوئیه ۲۰۱۵ | مهاجم     | گویدو وادالا    | ۱۸ | باشگاه فوتبال بوکا جونیورز | ۳٫۵ میلیون یورو                  | انتقال قرضی تا ۲۰۱۷                                                  |                                                   |
| ۲۰ اوت ۲۰۱۵   | مدافع     | آلکس ساندرو     | ۲۴ | باشگاه فوتبال پورتو        | ۲۶ میلیون یورو                   |                                                                      | بایگانی‌شده در ۲۷ ژانویه ۲۰۱۶ توسط Wayback Machine |
| ۲۵ اوت ۲۰۱۵   | مهاجم     | خوان کوادرادو   | ۲۷ | چلسی                       | ۱٫۵ میلیون یورو                  | انتقال قرضی تا ۲۰۱۶                                                  |                                                   |
| ۳۱ اوت ۲۰۱۵   | هافبک     | ماریو لمینا     | ۲۱ | المپیک مارسی               | ۰٫۵ میلیون یورو + ۱ میلیون متغیر | انتقال قرضی تا ۲۰۱۶، به همراه امکان خرید با بیشتر از ۹٫۵ میلیون یورو |                                                   |
| ۳۱ اوت ۲۰۱۵   | هافبک     | هرنانس          | ۳۰ | اینتر                      | ۱۱ میلیون یورو + ۲ میلیون متغیر  |                                                                      |                                                   |

#### خروج
| تاریخ         | پست       | بازیکن         | سن | انتقال به    | مبلغ                           | توضیحات                                                             | منبع                                           |
| ------------- | --------- | -------------- | -- | ------------ | ------------------------------ | ------------------------------------------------------------------- | ---------------------------------------------- |
| ۳۰ ژوئن ۲۰۱۵  | هافبک     | رومالو         | ۲۸ | هلاس ورونا   |                                | پایان انتقال قرضی                                                   |                                                |
| ۳۰ ژوئن ۲۰۱۵  | مهاجم     | آلساندرو ماتری | ۳۰ | آ.ث. میلان   |                                | پایان انتقال قرضی                                                   |                                                |
| ۳ ژوئیه ۲۰۱۵  | دروازه‌بان | مارکو استوراری | ۳۸ | کالیاری      | آزاد                           |                                                                     |                                                |
| ۶ ژوئیه ۲۰۱۵  | هافبک     | آندره‌آ پیرلو   | ۳۶ | نیویورک سیتی | آزاد                           |                                                                     |                                                |
| ۸ ژوئیه ۲۰۱۵  | هافبک     | لوکا مارونه    | ۲۵ | کارپی        |                                | انتقال قرضی تا ۲۰۱۶                                                 |                                                |
| ۱۰ ژوئیه ۲۰۱۵ | مدافع     | آنجلو اوگبونا  | ۲۷ | وستهام       | ۱۱ میلیون یورو                 |                                                                     | [ پیوند مرده ]                                 |
| ۱۳ ژوئیه ۲۰۱۵ | مهاجم     | کارلوس توس     | ۳۱ | بوکا جونیورز | ۶٫۵ میلیون یورو                |                                                                     |                                                |
| ۲۸ ژوئیه ۲۰۱۵ | هافبک     | آرتورو ویدال   | ۲۸ | بایرن مونیخ  | ۳۷ میلیون یورو+ ۳ میلیون متغیر |                                                                     |                                                |
| ۱۱ اوت ۲۰۱۵   | مهاجم     | سیمونه په‌په    | ۳۱ | کیه‌وو        | آزاد                           |                                                                     | بایگانی‌شده در ۵ مارس ۲۰۱۶ توسط Wayback Machine |
| ۲۷ اوت ۲۰۱۵   | مهاجم     | فرناندو یورنته | ۴۰ | سویا         | آزاد                           |                                                                     |                                                |
| ۳۰ اوت ۲۰۱۵   | مهاجم     | کینگزلی کومان  | ۱۹ | بایرن مونیخ  | ۷ میلیون یورو                  | انتقال قرضی تا ۲۰۱۷، به همراه امکان خرید با بیشتر از ۲۱ میلیون یورو |                                                |
| ۳۱ اوت ۲۰۱۵   | مدافع     | ماوریسیو ایسلا | ۲۷ | المپیک مارسی |                                | انتقال قرضی تا ۲۰۱۶، به همراه امکان خرید با بیشتر از ۷ میلیون یورو  |                                                |
| ۳۱ اوت ۲۰۱۵   | مدافع     | پائولو د چلیه  | ۲۸ | المپیک مارسی |                                | انتقال قرضی تا ۲۰۱۶                                                 |                                                |

#### جمع‌آوری‌های دیگر
| تاریخ         | پست       | بازیکن         | سن | انتقال از         | مبلغ            | توضیحات                                 | منبع |
| ------------- | --------- | -------------- | -- | ----------------- | --------------- | --------------------------------------- | ---- |
| ۲۳ ژوئن ۲۰۱۵  | هافبک     | روبرتو پریرا   | ۲۴ | اودینزه           | 14 میلیون یورو  | خرید برای پایان انتقال قرضی از اودینزه  |      |
| ۲۵ ژوئن ۲۰۱۵  | مدافع     | لوکا بارولوکو  | ۲۰ | آتالانتا          |                 | پایان مالکیت مشترک                      |      |
| ۲۵ ژوئن ۲۰۱۵  | مهاجم     | داویده کایس    | ۲۱ | آتالانتا          |                 | پایان مالکیت مشترک                      |      |
| ۲۵ ژوئن ۲۰۱۵  | دروازه‌بان | وینچنزو فیوریو | ۲۵ | سمپدوریا          |                 | پایان مالکیت مشترک                      |      |
| ۲۵ ژوئن ۲۰۱۵  | مهاجم     | اریک لانینی    | ۲۱ | پالرمو            |                 | پایان مالکیت مشترک                      |      |
| ۲۵ ژوئن ۲۰۱۵  | مهاجم     | مامه بابا ثیام | ۲۲ | ویرتوس لانچانو    |                 | پایان مالکیت مشترک                      |      |
| ۱ ژوئیه ۲۰۱۵  | هافبک     | ماوریسیو ایسلا | ۲۷ | کویینز پارک رنجرز |                 | بازگشت از انتقال قرضی                   |      |
| ۱ ژوئیه ۲۰۱۵  | هافبک     | فدریکو ماتیالو | ۱۹ | کیه‌وو             |                 | بازگشت از انتقال قرضی                   |      |
| ۱ ژوئیه ۲۰۱۵  | هافبک     | آندرس تیو      | ۱۸ | انویگادو          | 1.2 میلیون یورو | خرید برای پایان انتقال قرضی از انویگادو |      |
| ۱۵ ژوئیه ۲۰۱۵ | مهاجم     | آلبرتو چری     | ۱۹ | پارما             | آزاد            |                                         |      |

#### دیگر خروج‌ها
| تاریخ         | پست       | بازیکن              | سن | انتقال از             | مبلغ             | توضیحات                                      | منبع                                               |
| ------------- | --------- | ------------------- | -- | --------------------- | ---------------- | -------------------------------------------- | -------------------------------------------------- |
| ۲۵ ژوئن ۲۰۱۵  | مهاجم     | دومنیکو براردی      | ۲۰ | ساسوئولو              | 10 میلیون یورو   | پایان مالکیت مشترک                           |                                                    |
| ۲۵ ژوئن ۲۰۱۵  | مهاجم     | ریچموند بواکی       | ۲۲ | آتالانتا              |                  | پایان مالکیت مشترک                           |                                                    |
| ۲۵ ژوئن ۲۰۱۵  | مهاجم     | ادواردو سریا        | ۲۰ | آتالانتا              |                  | پایان مالکیت مشترک                           |                                                    |
| ۲۵ ژوئن ۲۰۱۵  | هافبک     | سیمونه امانوئلو     | ۲۱ | آتالانتا              |                  | پایان مالکیت مشترک                           |                                                    |
| ۲۵ ژوئن ۲۰۱۵  | هافبک     | کارت مک آردل        | ۲۰ | ترانمره راورز         |                  | پایان مالکیت مشترک                           |                                                    |
| ۲۵ ژوئن ۲۰۱۵  | مدافع     | ادواردو گولدانیگا   | ۲۱ | پالرمو                |                  | پایان مالکیت مشترک                           |                                                    |
| ۲۵ ژوئن ۲۰۱۵  | هافبک     | سیمونه راسینی       | ۱۹ | ترنانا                | 0.15 میلیون یورو | پایان مالکیت مشترک                           |                                                    |
| ۲۵ ژوئن ۲۰۱۵  | مهاجم     | آلبرتولیبرتازی      | ۲۳ | نووارا                |                  | پایان مالکیت مشترک                           |                                                    |
| ۲۷ ژوئن ۲۰۱۵  | دروازه‌بان | لوارنتیو برانسکو    | ۲۱ | اومانیا               |                  | انتقال قرضی تا ۲۰۱۶                          |                                                    |
| ۱ ژوئیه ۲۰۱۵  | مهاجم     | کریستین بونینو      | ۱۸ | پرو ورچلی             |                  | انتقال قرضی تا ۲۰۱۶                          | [ ۴۳ ]                                             |
| ۲ ژوئیه ۲۰۱۵  | دروازه‌بان | آلبرتو بریگونولی    | ۲۳ | سمپدوریا              |                  | انتقال قرضی تا ۲۰۱۶                          |                                                    |
| ۳ ژوئیه ۲۰۱۵  | هافبک     | فدریکو ماتیالو      | ۱۹ | کیه‌وو                 |                  | انتقال قرضی تا ۲۰۱۶                          |                                                    |
| ۳ ژوئیه ۲۰۱۵  | مدافع     | جوئل اونترسی        | ۲۱ | فادوتس                |                  | انتقال قرضی تا ۲۰۱۶                          |                                                    |
| ۸ ژوئیه ۲۰۱۵  | مدافع     | فیلیپو پنا          | ۲۰ | ویرتوس لانچانو        |                  | مالکیت کامل                                  | [ ۴۴ ]                                             |
| ۸ ژوئیه ۲۰۱۵  | هافبک     | مارکو دی بندتو      | ۱۹ | ویرتوس لانچانو        |                  | مالکیت کامل                                  | [ ۴۴ ]                                             |
| ۱۱ ژوئیه ۲۰۱۵ | مدافع     | فردریک سورنسن       | ۲۳ | کلن                   | 2.5 میلیون یورو  |                                              |                                                    |
| ۱۱ ژوئیه ۲۰۱۵ | مدافع     | مارسلو دیالو        | ۲۱ | ژیرونا                |                  | انتقال قرضی تا ۲۰۱۶                          |                                                    |
| ۱۳ ژوئیه ۲۰۱۵ | دروازه‌بان | نیکولا لئالی        | ۲۲ | فروزینونه کالچو       |                  | انتقال قرضی تا ۲۰۱۶                          |                                                    |
| ۱۴ ژوئیه ۲۰۱۵ | مدافع     | نیکولو کارتی        | ۲۰ | پونتدرا               |                  | انتقال قرضی تا ۲۰۱۶                          |                                                    |
| ۱۴ ژوئیه ۲۰۱۵ | دروازه‌بان | لئوناردو سیتی       | ۲۰ | پونتدرا               |                  | انتقال قرضی تا ۲۰۱۶                          |                                                    |
| ۱۴ ژوئیه ۲۰۱۵ | هافبک     | الویس کاباشی        | ۲۱ | پونتدرا               |                  | انتقال قرضی تا ۲۰۱۶                          |                                                    |
| ۱۵ ژوئیه ۲۰۱۵ | مهاجم     | الحسن سوماح         | ۱۹ | ویدئوتون              |                  | انتقال قرضی تا ۲۰۱۶                          |                                                    |
| ۱۶ ژوئیه ۲۰۱۵ | هافبک     | جورجیو لوپرینی      | ۲۱ | پرو ورچلی             |                  | انتقال قرضی تا ۲۰۱۶                          |                                                    |
| ۱۸ ژوئیه ۲۰۱۵ | هافبک     | آندره‌آ شیاونه       | ۲۲ | لیورنو                |                  | انتقال قرضی تا ۲۰۱۶                          |                                                    |
| ۱۹ ژوئیه ۲۰۱۵ | مهاجم     | استفانو بلتریم      | ۲۲ | پرو ورچلی             |                  | انتقال قرضی تا ۲۰۱۶                          |                                                    |
| ۲۰ ژوئیه ۲۰۱۵ | مهاجم     | آناستاسیوس دونیس    | ۱۸ | لوگانو                |                  | انتقال قرضی تا ۲۰۱۶                          |                                                    |
| ۲۱ ژوئیه ۲۰۱۵ | مهاجم     | والریو روزتی        | ۲۰ | چزنا                  |                  | انتقال قرضی تا ۲۰۱۶                          |                                                    |
| ۲۱ ژوئیه ۲۰۱۵ | مهاجم     | اریک لانینی         | ۲۱ | ویرتوس لانچانو        |                  | انتقال قرضی تا ۲۰۱۶                          | بایگانی‌شده در ۲۴ ژوئیه ۲۰۱۵ توسط Wayback Machine   |
| ۲۱ ژوئیه ۲۰۱۵ | مهاجم     | استفانو پادوان      | ۲۱ | ویرتوس لانچانو        |                  | انتقال قرضی تا ۲۰۱۶                          | بایگانی‌شده در ۲۴ ژوئیه ۲۰۱۵ توسط Wayback Machine   |
| ۲۲ ژوئیه ۲۰۱۵ | دروازه‌بان | فرانچسکو آناکورا    | ۲۰ | ریمینی                |                  | انتقال قرضی تا ۲۰۱۶                          |                                                    |
| ۲۳ ژوئیه ۲۰۱۵ | هافبک     | لئوناردو اسپینازولا | ۲۲ | پروجا                 |                  | انتقال قرضی تا ۲۰۱۶                          |                                                    |
| ۲۳ ژوئیه ۲۰۱۵ | دروازه‌بان | وینچنزو فیوریو      | ۲۵ | پسکارا                |                  | انتقال قرضی تا ۲۰۱۶                          |                                                    |
| ۲۴ ژوئیه ۲۰۱۵ | هافبک     | کارلو ایلاری        | ۲۳ | سانتار کارگلو         |                  | انتقال قرضی تا ۲۰۱۶                          |                                                    |
| ۲۶ ژوئیه ۲۰۱۵ | مهاجم     | مامه بابا ثیام      | ۲۲ | زولته وارخم           |                  | انتقال قرضی تا ۲۰۱۶                          |                                                    |
| ۲۷ ژوئیه ۲۰۱۵ | مدافع     | پل گارسیا           | ۲۰ | کوموکومو              |                  | انتقال قرضی تا ۲۰۱۶                          |                                                    |
| ۲۹ ژوئیه ۲۰۱۵ | مدافع     | الساندرو دگراسی     | ۱۹ | دلتا روویگو           |                  | انتقال قرضی تا ۲۰۱۶                          |                                                    |
| ۲۹ ژوئیه ۲۰۱۵ | هافبک     | آندره‌آ جیانارلی     | ۱۸ | پیسا                  |                  | انتقال قرضی تا ۲۰۱۶                          |                                                    |
| ۲۹ ژوئیه ۲۰۱۵ | هافبک     | لورنزو بونوچی       | ۱۸ | پراتو                 |                  | انتقال قرضی تا ۲۰۱۶                          | بایگانی‌شده در ۳ مارس ۲۰۱۶ توسط Wayback Machine     |
| ۳۰ ژوئیه ۲۰۱۵ | دروازه‌بان | کارلو پینسولیو      | ۲۵ | لیورنو                |                  | انتقال قرضی تا ۲۰۱۶                          |                                                    |
| ۳۱ ژوئیه ۲۰۱۵ | هافبک     | ماتئو گربائودو      | ۲۰ | کارارسه               |                  | انتقال قرضی تا ۲۰۱۶                          | [ ۴۵ ]                                             |
| ۳۱ ژوئیه ۲۰۱۵ | مدافع     | کریستین تاوانتی     | ۲۰ | کارارسه               |                  | انتقال قرضی تا ۲۰۱۶                          | [ ۴۵ ]                                             |
| ۳۱ ژوئیه ۲۰۱۵ | مدافع     | لوکا بارلوکو        | ۲۰ | کارارسه               |                  | انتقال قرضی تا ۲۰۱۶                          | [ ۴۵ ]                                             |
| ۳۱ ژوئیه ۲۰۱۵ | مهاجم     | داویده کایس         | ۲۱ | کارارسه               |                  | انتقال قرضی تا ۲۰۱۶                          | [ ۴۵ ]                                             |
| ۳۱ ژوئیه ۲۰۱۵ | مهاجم     | زوران یوسیپوویچ     | ۱۹ | لوگانو                |                  | انتقال قرضی تا ۲۰۱۶, پایان در ۱۲ ژانویه ۲۰۱۶ |                                                    |
| ۴ اوت ۲۰۱۵    | هافبک     | گابریل آپلت پیرس    | ۲۱ | لگانیس                |                  | انتقال قرضی تا ۲۰۱۶                          |                                                    |
| ۶ اوت ۲۰۱۵    | مدافع     | ناتزارنو بلفاستی    | ۲۲ | فرالپیسالو            |                  | انتقال قرضی تا ۲۰۱۶                          |                                                    |
| ۱۵ اوت ۲۰۱۵   | مهاجم     | امبایه دیانه        | ۲۳ | اوجپست                |                  | انتقال قرضی تا ۲۰۱۶                          |                                                    |
| ۱۷ اوت ۲۰۱۵   | دروازه‌بان | آلبرتو گالینتا      | ۲۱ | بروجه                 |                  | انتقال قرضی تا ۲۰۱۶                          | بایگانی‌شده در ۲۳ سپتامبر ۲۰۱۵ توسط Wayback Machine |
| ۱۹ اوت ۲۰۱۵   | هافبک     | واجبه سکور          | ۱۹ | وسترلو                |                  | انتقال قرضی تا ۲۰۱۶                          |                                                    |
| ۲۱ اوت ۲۰۱۵   | مهاجم     | آلبرتو چری          | ۱۹ | کالیاری               |                  | انتقال قرضی تا ۲۰۱۶                          |                                                    |
| ۲۳ اوت ۲۰۱۵   | مهاجم     | داویده آراس         | ۱۷ | کالیاری               |                  | انتقال قرضی تا ۲۰۱۶                          |                                                    |
| ۲۵ اوت ۲۰۱۵   | هافبک     | آندرس تیو           | ۱۸ | کالیاری               |                  | انتقال قرضی تا ۲۰۱۶                          |                                                    |
| ۲۵ اوت ۲۰۱۵   | مدافع     | فدریکو جیووانی      | ۱۸ | دلتا روویگو           |                  | انتقال قرضی تا ۲۰۱۶                          |                                                    |
| ۲۶ اوت ۲۰۱۵   | مهاجم     | یونس مرزوق          | ۱۹ | وسترلو                |                  | انتقال قرضی تا ۲۰۱۶                          |                                                    |
| ۲۶ اوت ۲۰۱۵   | مدافع     | متیو لیویرو         | ۲۲ | لچه                   |                  | انتقال قرضی تا ۲۰۱۶                          |                                                    |
| ۲۹ اوت ۲۰۱۵   | مهاجم     | فرانچسکو مارگیوتا   | ۲۲ | سانتارکانگلو          |                  | انتقال قرضی تا ۲۰۱۶                          | [ ۴۶ ]                                             |
| ۳۱ اوت ۲۰۱۵   | مهاجم     | کریستین پاسکواتو    | ۲۶ | لیورنو                |                  | انتقال قرضی تا ۲۰۱۶                          |                                                    |
| ۳۱ اوت ۲۰۱۵   | مهاجم     | کریستین بونینو      | ۱۹ | لیورنو                |                  | انتقال قرضی تا ۲۰۱۶                          |                                                    |
| ۳۱ اوت ۲۰۱۵   | دروازه‌بان | تیموتی نوچی         | ۲۵ | کارارسه               |                  | انتقال قرضی تا ۲۰۱۶                          |                                                    |
| ۳۱ اوت ۲۰۱۵   | هافبک     | میشله کاویون        | ۲۰ | کارارسه               |                  | انتقال قرضی تا ۲۰۱۶                          |                                                    |
| ۳۱ اوت ۲۰۱۵   | هافبک     | فائوستو روسی        | ۲۴ | پرو ورچلی             |                  | انتقال قرضی تا ۲۰۱۶                          |                                                    |
| ۳۱ اوت ۲۰۱۵   | هافبک     | مارسل بوچل          | ۲۴ | امپولی                |                  | انتقال قرضی تا ۲۰۱۶                          |                                                    |
| ۳۱ اوت ۲۰۱۵   | هافبک     | اوسیم بوئی          | ۲۲ | زوله                  |                  | انتقال قرضی تا ۲۰۱۶                          |                                                    |
| ۳۱ اوت ۲۰۱۵   | هافبک     | ویکینتاس سلیوکا     | ۲۰ | دن بوش                |                  | انتقال قرضی تا ۲۰۱۶                          |                                                    |
| ۳۱ اوت ۲۰۱۵   | مدافع     | ولاد مارین          | ۲۰ | ریمینی                |                  | انتقال قرضی تا ۲۰۱۶                          |                                                    |
| ۳۱ اوت ۲۰۱۵   | هافبک     | جیمز ترویسی         | ۲۷ | باشگاه فوتبال الاتحاد | آزاد             |                                              |                                                    |
| ۳۱ اوت ۲۰۱۵   | مدافع     | هورور ماگنوسون      | ۲۲ | چزنا                  |                  | انتقال قرضی تا ۲۰۱۶                          |                                                    |

هزینه کل: €۱۲۵٬۷۰۰٬۰۰۰
مجموع درآمد: €۷۴٬۰۰۰٬۰۰۰
درآمد خالص:  €۵۱٬۷۰۰٬۰۰۰

### زمستان ۲۰۱۵–۱۶

#### دیگر جمع‌آوری‌ها
| تاریخ          | پست   | بازیکن             | سن | انتقال از | مبلغ                          | توضیحات                                  | منبع                                           |
| -------------- | ----- | ------------------ | -- | --------- | ----------------------------- | ---------------------------------------- | ---------------------------------------------- |
| ۹ ژانویه ۲۰۱۶  | مهاجم | آلسیو دی ماسیمو    | ۱۹ | سنت اومرو | ۰٫۳ میلیون یورو               | انتقال قرضی تا ۲۰۱۶، به هماره امکان خرید | بایگانی‌شده در ۴ مارس ۲۰۱۶ توسط Wayback Machine |
| ۱۲ ژانویه ۲۰۱۶ | مهاجم | جاکومو گالواگنو    | ۱۵ | فوسانو    |                               | انتقال قرضی تا ۲۰۱۶، به همراه امکان خرید |                                                |
| ۱۹ ژانویه ۲۰۱۶ | هافبک | رولاندو ماندراگورا | ۱۸ | جنوا      | ۶ میلیون یورو + ۶ میلیون یورو |                                          |                                                |

#### دیگر خروج‌ها
| تاریخ          | پست   | بازیکن             | سن | انتقال از      | مبلغ | توضیحات                                  | منبع                                              |
| -------------- | ----- | ------------------ | -- | -------------- | ---- | ---------------------------------------- | ------------------------------------------------- |
| ۷ ژانویه ۲۰۱۶  | هافبک | استفانو باریلی     | ۱۸ | کارگسه         |      | انتقال قرضی تا ۲۰۱۶                      |                                                   |
| ۱۲ ژانویه ۲۰۱۶ | مهاجم | زوران جوزپوویج     | ۲۰ | آرائو          |      | انتقال قرضی تا ۲۰۱۶                      |                                                   |
| ۱۴ ژانویه ۲۰۱۶ | هافبک | ماتیا ویتالو       | ۱۸ | ویرتوس لانچانو |      | انتقال قرضی تا ۲۰۱۶، به همراه امکان خرید | بایگانی‌شده در ۲۶ ژانویه ۲۰۱۶ توسط Wayback Machine |
| ۱۴ ژانویه ۲۰۱۶ | مهاجم | کینگ اودوح         | ۱۸ | ویرتوس لانچانو |      | انتقال قرضی تا ۲۰۱۶، به همراه امکان خرید | بایگانی‌شده در ۲۶ ژانویه ۲۰۱۶ توسط Wayback Machine |
| ۱۹ ژانویه ۲۰۱۶ | هافبک | رولاندو ماندراگورا | ۱۸ | پسکارا         |      | انتقال قرضی تا ۲۰۱۶                      |                                                   |
| ۱ فوریه ۲۰۱۶   | مدافع | ریکاردو سانتورو    | ۲۰ | کیری           |      | انتقال قرضی تا ۲۰۱۶                      |                                                   |

هزینه کلی: €۶٬۰۰۰٬۰۰۰
مجموع درآمد: €۰
درآمد خالص:  €۶٬۰۰۰٬۰۰۰

## بازی‌های پیش‌فصل و دوستانه
| ۲۵ ژوئیه ۲۰۱۵ بازی دوستانه | بروسیا دورتموند          | ۲–۰   | یوونتوس | سنت گالن، سوئیس                                              |
| ۱۹:۰۵ اروپا (یوتی‌سی ۲:۰۰+) | اوبامیانگ ۴۰' · رویس ۶۴' | گزارش |         | ورزشگاه: ای‌اف‌جی آرنا تماشاگران: ۱۸٬۳۰۰ داور: آدرین جاکوتت () |

| ۲۹ ژوئیه ۲۰۱۵ بازی دوستانه | لخیا گدانسک | ۱–۲   | یوونتوس                  | گدانسک، لهستان                                                    |
| ۱۷:۰۰ اروپا (یوتی‌سی ۲:۰۰+) | بوکسا ۸۲'   | گزارش | پوگبا ۴' · ماندژوکیچ ۹۰' | ورزشگاه: پی‌جی‌ئی آرنا تماشاگران: ۲۶٬۰۰۰ داور: دومنیک سالیکووسکی () |

| ۱ اوت ۲۰۱۵ بازی دوستانه    | المپیک مارسی                | ۲–۰   | یوونتوس        | مارسی، فرانسه            |
| ۱۹:۰۰ اروپا (یوتی‌سی ۲:۰۰+) | الساندرینی ۳۵' · بارادا ۸۴' | گزارش | لیختشتاینر '۴۴ | ورزشگاه: ورزشگاه ولودروم |

| ۱۹ اوت ۲۰۱۵ بازی دوستانه   | یوونتوس   | ۱–۰ | یوونتوس پریماورا | ویار پروسا |
| ۱۷:۰۰ اروپا (یوتی‌سی ۲:۰۰+) | پوگبا ۴۲' |     |                  |            |

## رقابت‌ها

### مجموع
| رقابت        | مرحله شروع       | جایگاه فعلی | جایگاه نهایی     | اولین بازی      | آخرین بازی   |
| ------------ | ---------------- | ----------- | ---------------- | --------------- | ------------ |
| سری آ        | هفته اول         | —           | قهرمان           | ۲۳ اوت ۲۰۱۵     | ۱۴ مه ۲۰۱۶   |
| سوپرجام      | سوپرجام          | سوپرجام     | قهرمان           | ۸ اوت ۲۰۱۵      | ۸ اوت ۲۰۱۵   |
| کوپا ایتالیا | مرحله یک شانزدهم | —           | قهرمان           | ۱۶ دسامبر ۲۰۱۵  | ۲۱ مه ۲۰۱۶   |
| لیگ قهرمانان | مرحله گروهی      | —           | مرحله یک شانزدهم | ۱۵ سپتامبر ۲۰۱۵ | ۱۶ مارس ۲۰۱۶ |

آخرین بروزآوری: ۲۱ مه ۲۰۱۶

### سوپر جام فوتبال ایتالیا
| ۸ اوت ۲۰۱۵                 | یوونتوس                    | ۲–۰   | لاتزیو | شانگهای، جمهوری خلق چین                                     |
| ۱۴:۰۰ اروپا (یوتی‌سی ۲:۰۰+) | ماندژوکیچ ۶۹' · دیبالا ۷۳' | گزارش |        | ورزشگاه: ورزشگاه شانگهای تماشاگران: ۳۰٬۰۰۰ داور: لوکا بانتی |

### سری آ

#### جدول لیگ
| رتبه | تیم            | بازی | برد | مساوی | باخت | گل زده | گل خورده | گل تفاضل | امتیاز | صعود یا سقوط                        |
| ---- | -------------- | ---- | --- | ----- | ---- | ------ | -------- | -------- | ------ | ----------------------------------- |
| ۱    | یوونتوس (C)    | ۳۸   | ۲۹  | ۴     | ۵    | ۷۵     | ۲۰       | —        | ۹۱     | حضور در لیگ قهرمانان                |
| ۲    | ناپولی         | ۳۸   | ۲۵  | ۷     | ۶    | ۸۰     | ۳۲       | —        | ۸۲     | حضور در لیگ قهرمانان                |
| ۳    | رم             | ۳۸   | ۲۳  | ۱۱    | ۴    | ۸۳     | ۴۱       | —        | ۸۰     | حضور در لیگ قهرمانان                |
| ۴    | اینتر میلان    | ۳۸   | ۲۰  | ۷     | ۱۱   | ۵۰     | ۳۸       | —        | ۶۷     | حضور در مرحله گروهی لیگ اروپا       |
| ۵    | فیورنتینا      | ۳۸   | ۱۸  | ۱۰    | ۱۰   | ۶۰     | ۴۲       | —        | ۶۴     | حضور در مرحله گروهی لیگ اروپا       |
| ۶    | ساسوئولو       | ۳۸   | ۱۶  | ۱۳    | ۹    | ۴۹     | ۴۰       | —        | ۶۱     | حضور در مرحله سوم انتخابی لیگ اروپا |
| ۷    | آ.ث. میلان     | ۳۸   | ۱۵  | ۱۲    | ۱۱   | ۴۹     | ۴۳       | —        | ۵۷     |                                     |
| ۸    | لاتزیو         | ۳۸   | ۱۵  | ۹     | ۱۴   | ۵۲     | ۵۲       | —        | ۵۴     |                                     |
| ۹    | کیه‌وو          | ۳۸   | ۱۳  | ۱۱    | ۱۴   | ۴۳     | ۴۵       | —        | ۵۰     |                                     |
| ۱۰   | امپولی         | ۳۸   | ۱۲  | ۱۰    | ۱۶   | ۴۰     | ۴۹       | —        | ۴۶     |                                     |
| ۱۱   | جنوا           | ۳۸   | ۱۳  | ۷     | ۱۸   | ۴۵     | ۴۸       | —        | ۴۶     |                                     |
| ۱۲   | تورینو         | ۳۸   | ۱۲  | ۹     | ۱۷   | ۵۲     | ۵۵       | —        | ۴۵     |                                     |
| ۱۳   | آتالانتا       | ۳۸   | ۱۱  | ۱۲    | ۱۵   | ۴۱     | ۴۷       | —        | ۴۵     |                                     |
| ۱۴   | بولونیا        | ۳۸   | ۱۱  | ۹     | ۱۸   | ۳۳     | ۴۵       | —        | ۴۲     |                                     |
| ۱۵   | سمپدوریا       | ۳۸   | ۱۰  | ۱۰    | ۱۸   | ۴۸     | ۶۱       | —        | ۴۰     |                                     |
| ۱۶   | پالرمو         | ۳۸   | ۱۰  | ۹     | ۱۹   | ۳۸     | ۶۵       | —        | ۳۹     |                                     |
| ۱۷   | اودینزه        | ۳۸   | ۱۰  | ۹     | ۱۹   | ۳۵     | ۶۰       | —        | ۳۹     |                                     |
| ۱۸   | کارپی (R)      | ۳۸   | ۹   | ۱۱    | ۱۸   | ۳۷     | ۵۷       | —        | ۳۸     | سقوط به Serie B                     |
| ۱۹   | فروزینونه (R)  | ۳۸   | ۸   | ۷     | ۲۳   | ۳۵     | ۷۶       | —        | ۳۱     | سقوط به Serie B                     |
| ۲۰   | هلاس ورونا (R) | ۳۸   | ۵   | ۱۳    | ۲۰   | ۳۴     | ۶۳       | —        | ۲۸     | سقوط به Serie B                     |

1. ↑  یوونتوس انتخاب شد برای حضور در مرحله گروهی لیگ اروپا به خاطر قهرمانی در جام حذفی. به خاطر کسب رتبه اول در لیگ و جواز حضور در لیگ قهرمانان این سهمیه به تیم نایب قهرمان جام حذفی تعلق گرفت.
2. ↑  امپولی بالاتر از جنوا به خاطر کسب نتیجه بهتر در بازی رو در رو؛ امپولی–جنوا ۲–۰, جنوا–امپولی ۱–۰.
3. ↑  امپولی بالاتر از جنوا به خاطر کسب نتیجه بهتر در بازی رو در رو؛ امپولی–جنوا ۲–۰, جنوا–امپولی ۱–۰.
4. ↑  تورینو بالاتر از آتالانتا به خاطر کسب نتیجه بهتر در بازی رو در رو؛ آتالانتا–تورینو ۰–۱, تورینو–آتالانتا ۲–۱.
5. ↑  تورینو بالاتر از آتالانتا به خاطر کسب نتیجه بهتر در بازی رو در رو؛ آتالانتا–تورینو ۰–۱, تورینو–آتالانتا ۲–۱.
6. ↑  پالرمو بالاتر از اودینزه به خاطر کسب نتیجه بهتر در بازی رو در رو؛ اودینزه–پالرمو ۰–۱, پالرمو–اودینزه ۴–۱.
7. ↑  پالرمو بالاتر از اودینزه به خاطر کسب نتیجه بهتر در بازی رو در رو؛ اودینزه–پالرمو ۰–۱, پالرمو–اودینزه ۴–۱.

#### خلاصهٔ نتایج
| مجموع | مجموع  | مجموع | مجموع | مجموع | مجموع | مجموع | مجموع | خانه | خانه | خانه | خانه | خانه | خانه | مهمان | مهمان | مهمان | مهمان | مهمان | مهمان |
| بازی  | امتیاز | پ     | ت     | ش     | گ‌ز    | گ‌خ    | ت‌گ    | پ    | ت    | ش    | گ‌ز   | گ‌خ   | ت‌گ   | پ     | ت     | ش     | گ‌ز    | گ‌خ    | ت‌گ    |
| ----- | ------ | ----- | ----- | ----- | ----- | ----- | ----- | ---- | ---- | ---- | ---- | ---- | ---- | ----- | ----- | ----- | ----- | ----- | ----- |
| ۳۸    | ۹۱     | ۲۹    | ۴     | ۵     | ۷۵    | ۲۰    | ۵۵+   | ۱۶   | ۲    | ۱    | ۳۷   | ۶    | ۳۱+  | ۱۳    | ۲     | ۴     | ۳۸    | ۱۴    | ۲۴+   |

آخرین بروزرسانی: ۱۴ مه ۲۰۱۶

منبع: Competitive matches

پ = پیروزی؛ ت = تساوی؛ ش = شکست؛ گ‌ز = گل زده؛ گ‌خ = گل خورده؛ ت‌گ = تفاضل گل

#### نتایج هفتگی
| هفته  | ۱  | ۲  | ۳  | ۴  | ۵  | ۶  | ۷  | ۸  | ۹  | ۱۰ | ۱۱ | ۱۲ | ۱۳ | ۱۴ | ۱۵ | ۱۶ | ۱۷ | ۱۸ | ۱۹ | ۲۰ | ۲۱ | ۲۲ | ۲۳ | ۲۴ | ۲۵ | ۲۶ | ۲۷ | ۲۸ | ۲۹ | ۳۰ | ۳۱ | ۳۲ | ۳۳ | ۳۴ | ۳۵ | ۳۶ | ۳۷ | ۳۸ |
| ----- | -- | -- | -- | -- | -- | -- | -- | -- | -- | -- | -- | -- | -- | -- | -- | -- | -- | -- | -- | -- | -- | -- | -- | -- | -- | -- | -- | -- | -- | -- | -- | -- | -- | -- | -- | -- | -- | -- |
| زمین  | خ  | م  | خ  | م  | خ  | م  | خ  | م  | خ  | م  | خ  | م  | خ  | م  | م  | خ  | م  | خ  | م  | م  | خ  | م  | خ  | م  | خ  | م  | خ  | م  | خ  | م  | خ  | م  | خ  | خ  | م  | خ  | م  | خ  |
| نتیجه | ش  | ش  | ت  | پ  | ت  | ش  | پ  | ت  | پ  | ش  | پ  | پ  | پ  | پ  | پ  | پ  | پ  | پ  | پ  | پ  | پ  | پ  | پ  | پ  | پ  | ت  | پ  | پ  | پ  | پ  | پ  | پ  | پ  | پ  | پ  | پ  | ش  | پ  |
| وضعیت | ۱۷ | ۱۷ | ۱۶ | ۱۳ | ۱۳ | ۱۵ | ۱۲ | ۱۴ | ۱۲ | ۱۲ | ۱۰ | ۷  | ۶  | ۵  | ۵  | ۴  | ۴  | ۴  | ۲  | ۲  | ۲  | ۲  | ۲  | ۲  | ۱  | ۱  | ۱  | ۱  | ۱  | ۱  | ۱  | ۱  | ۱  | ۱  | ۱  | ۱  | ۱  | ۱  |

آخرین بروزرسانی: ۱۴ مه ۲۰۱۶.
منبع: Competitive matches

زمین: م = مهمان، خ = خانه. نتیجه: ت = تساوی، ش = شکست، پ = پیروزی.

#### بازی‌ها
| ۲۳ اوت ۲۰۱۵ ۱ | یوونتوس           | ۰–۱   | اودینزه                                           | تورین                                                     |
| ۱۸:۰۰ اروپا   | سیمونه پادوین '۳۹ | گزارش | پیرس '۱۵ · هرتاکس '۳۵ · ترئو ۷۸' · عدنان کاظم '۸۰ | ورزشگاه: ورزشگاه یوونتوس تماشاگران: ۳۸٬۴۳۳ داور: ماتزولنی |

| ۳۰ اوت ۲۰۱۵ ۲                        | آ.اس. رم                                    | ۲–۱   | یوونتوس                                                           | رم                                                                |
| ۱۸:۰۰ اروپا                          | پیانیچ '۵۷, ۶۱' · د روسی '۶۳ · ژکو '۷۶, ۷۹' | گزارش | پوگبا '۲۲ · کیه‌لینی '۳۷ · روبینیو '۶۵ · اورا '۷۴ '۷۷ · دیبالا ۸۷' | ورزشگاه: ورزشگاه المپیک رم تماشاگران: ۵۶٬۰۴۰ داور: نیکولا ریتزولی |
| یادداشت: روبینیو اخراج از روی نیمکت. |                                             |       |                                                                   |                                                                   |

| ۱۲ سپتامبر ۲۰۱۵ ۳ | یوونتوس                                                        | ۱–۱   | کیه‌وو ورونا                                                               | تورین                                                        |
| ۲۰:۴۵ اروپا       | هرنانس '۳۵ · ساندرو '۴۹ · دیبالا ۸۳' (پنالتی) · کوادرادو '۹۰+۱ | گزارش | هته‌ماج ۵' · کاسترو '۲۱ · بیرسا '۵۰ · کاسار '۷۸ · په‌په '۸۱ · بیتزاری '۹۰+۲ | ورزشگاه: ورزشگاه یوونتوس تماشاگران: ۲۸٬۸۹۹ داور: مارکو گویدا |

| ۲۰ سپتامبر ۲۰۱۵ ۴ | جنوا                       | ۰–۲   | یوونتوس                                                                           | جنوا                                                        |
| ۱۵:۰۰ اروپا       | ایتزو '۲۶ '۴۴ · جمایلی '۵۰ | گزارش | اورا '۱۷ · لامانا ۳۷' (گل‌به‌خودی) · پوگبا ۶۰' (پنالتی), '۶۱ · لمینا '۶۱ · زازا '۸۶ | ورزشگاه: ورزشگاه لوئیجی فراری تماشاگران: ۲۵٬۱۱۵ داور: والری |

| ۲۳ سپتامبر ۲۰۱۵ ۵ | یوونتوس                    | ۱–۱   | فروزینونه کالچو                                    | تورین                                                          |
| ۲۰:۴۵ اروپا       | بونوچی '۴۶ · زازا ۵۰', '۶۷ | گزارش | کرویو '۳۲ · سودیمو '۳۶ · روسی '۸۴ · بلانچارد ۹۰+۲' | ورزشگاه: ورزشگاه یوونتوس تماشاگران: ۳۵٬۹۷۳ داور: آنجلو کارویرا |

| ۲۶ سپتامبر ۲۰۱۵ ۶ | ناپولی                                            | ۲–۱   | یوونتوس                                                       | ناپل                                                       |
| ۲۰:۴۵ اروپا       | اینسینی ۲۶' · غلام '۵۰ · کایخون '۵۵ · ایگواین ۶۲' | گزارش | بونوچی '۵۱ · اورا '۵۳ · لمینا ۶۳' · پادوین '۸۷ · موراتا '۹۰+۳ | ورزشگاه: ورزشگاه سن پائولو تماشاگران: ۴۰٬۳۱۱ داور: اورساتو |

| ۴ اکتبر ۲۰۱۵ ۷ | یوونتوس                                                  | ۳–۱   | بولونیا                                                               | تورین                                                        |
| ۱۸:۰۰ اروپا    | موراتا ۳۳' · دیبالا ۵۳' (پنالتی) · خدیرا ۶۳' · لمینا '۸۳ | گزارش | مونیر ۵', '۴۵+۱ · دسترو '۴۰ · گاستالدلو '۴۲ · Masina '۵۰ · پولگار '۵۶ | ورزشگاه: ورزشگاه یوونتوس تماشاگران: ۳۹٬۳۳۰ داور: دومنیکو چلی |

| ۱۸ اکتبر ۲۰۱۵ دربی ایتالیانو | اینتر                            | ۰–۰   | یوونتوس                                             | میلان                                                  |
| ۲۰:۴۵ اروپا                  | ملو '۸ بروزویچ '۷۸ میراندا '۹۰+۱ | گزارش | مارکیزیو '۷ خدیرا '۱۱ زازا '۱۶ اورا '۶۰ کیه‌لینی '۸۶ | ورزشگاه: ورزشگاه سن سیرو تماشاگران: ۷۹٬۱۵۴ داور: والری |

| ۲۵ اکتبر ۲۰۱۵ ۹         | یوونتوس                                               | ۲–۰   | آتالانتا                                              | تورین                                                           |
| ۱۵:۰۰ زمان اروپای مرکزی | دیبالا ۲۸', '۶۱ · ماندژوکیچ ۴۹' · کلودیو مارکیزیو '۵۱ | گزارش | De Roon '۲۵ · آلبرتو گراسی '۵۴ · رافائل تولوی '۵۷ '۷۳ | ورزشگاه: ورزشگاه یوونتوس تماشاگران: ۳۸٬۷۲۰ داور: Marco Di Bello |

| ۲۸ اکتبر ۲۰۱۵ ۱۰        | ساسوئولو                                                               | ۱–۰ | یوونتوس                                | رجو نل امیلیا                                            |
| ۲۰:۴۵ زمان اروپای مرکزی | پلوسو '۱۳ · سانسونه ۲۰', '۹۰+۴ · پگولو '۶۰ · براردی '۶۸ · کاناوارو '۸۲ |     | کیه‌لینی '۴ '۳۹ · لمینا '۱۸ · پوگبا '۷۷ | ورزشگاه: ورزشگاه گیگلیو تماشاگران: ۲۰٬۵۷۰ داور: جرواسونی |

| ۳۱ اکتبر ۲۰۱۵ شهرآورد دلا موله | یوونتوس                                      | ۲–۱ | تورینو                                                          | تورین                                                 |
| ۱۸:۰۰ زمان اروپای مرکزی        | پوگبا ۱۹', '۸۱ · موراتا '۲۷ · کوادرادو ۹۰+۳' |     | آکواه '۲۱ · بووو '۲۱, ۵۱' · باسلی '۳۷ · زاپاکوستا '۷۶ · پرس '۹۰ | ورزشگاه: ورزشگاه یوونتوس تماشاگران: ۳۹٬۸۲۸ داور: روچی |

| ۸ نوامبر ۲۰۱۵ ۱۲        | امپولی                            | ۱–۳ | یوونتوس                                                                              | امپولی                                                               |
| ۱۵:۰۰ زمان اروپای مرکزی | ماکارون ۱۹' · روی '۵۸ · کرونی '۶۹ |     | ماندژوکیچ ۳۲' · پاتریس اورا ۳۸' · موراتا '۵۱ · بوفون '۶۰ · مارکیزیو '۸۱ · دیبالا ۸۴' | ورزشگاه: ورزشگاه کارلو کاستلانی تماشاگران: ۱۴٬۶۹۳ داور: Davide Massa |

| ۲۱ نوامبر ۲۰۱۵ ۱۳       | یوونتوس                                    | ۱–۰ | آ.ث. میلان           | تورین                                                            |
| ۲۰:۴۵ زمان اروپای مرکزی | استورارو '۲۸ · لیختشتاینر '۵۰ · دیبالا ۶۵' |     | کوسکا '۳۱ داکستا '۵۳ | ورزشگاه: ورزشگاه یوونتوس تماشاگران: ۴۰٬۸۴۱ داور: Paolo Mazzoleni |

| ۲۹ نوامبر ۲۰۱۵ ۱۴       | پالرمو                | ۰–۳   | یوونتوس                                                                  | پالرمو                                                            |
| ۲۰:۴۵ زمان اروپای مرکزی | استرونا '۵۰ وازکز '۷۶ | گزارش | پوگبا '۲۵ · ماندژوکیچ ۵۴' · بارزالی '۶۱ · استورارو '۷۶, ۸۹' · زازا ۹۰+۳' | ورزشگاه: ورزشگاه رنزو باربرا تماشاگران: ۲۵٬۷۳۷ داور: Paolo Valeri |

| ۴ دسامبر ۲۰۱۵ ۱۵        | لاتزیو                                          | ۰–۲ | یوونتوس                                                                     | رم                                                       |
| ۲۰:۴۵ زمان اروپای مرکزی | جنتیالتی '۱۵ مائوریسیو '۳۷ پارولو '۶۰ کلوزه '۸۴ |     | جنتیالتی ۷' (گل‌به‌خودی) · ماندژوکیچ '۲۶ · دیبالا ۳۲' · ساندرو '۶۸ · اورا '۷۵ | ورزشگاه: ورزشگاه المپیک رم تماشاگران: ۲۷٬۷۴۰ داور: بانتی |

| ۱۳ دسامبر ۲۰۱۵ ۱۶       | یوونتوس                                                                    | ۳–۱ | فیورنتینا                                                                    | تورین                                                           |
| ۲۰:۴۵ زمان اروپای مرکزی | کوادرادو ۶' · پوگبا '۵۲ · ماندژوکیچ '۷۲, ۸۰' · مارکیزیو '۷۵ · دیبالا ۹۰+۱' |     | Ili?i? ۳' (پنالتی), '۶۸ · آلونسو '۳۴ · والرو '۵۷ · وچینو '۷۲ · پاسکوال '۹۰+۱ | ورزشگاه: ورزشگاه یوونتوس تماشاگران: ۳۶٬۶۹۰ داور: دانیله اورساتو |

| ۲۰ دسامبر ۲۰۱۵ ۱۷       | کارپی                                            | ۲–۳ | یوونتوس                        | مودنا                                                                    |
| ۱۲:۳۰ زمان اروپای مرکزی | بوریلو ۱۵' · سیلوا '۷۸ · بونوچی ۹۰+۲' (گل‌به‌خودی) |     | ماندژوکیچ ۱۸'، ۴۱' · پوگبا ۵۰' | ورزشگاه: ورزشگاه آلبرتو براگلیا تماشاگران: ۱۷٬۷۵۵ داور: Piero Giacomelli |

| ۶ ژانویه ۲۰۱۶ ۱۸        | یوونتوس                                                                        | ۳–۰ | هلاس ورونا             | تورین                                                                |
| ۱۵:۰۰ زمان اروپای مرکزی | دیبالا ۸' · بونوچی ۴۵' · مارکیزیو '۴۵+۲ · ساندرو '۶۰ · استورارو '۸۰ · زازا ۸۲' |     | گرچو '۲۴ هالفردسون '۴۸ | ورزشگاه: ورزشگاه یوونتوس تماشاگران: ۳۸٬۷۴۸ داور: Gianpaolo Calvarese |

| ۱۰ ژانویه ۲۰۱۶ ۱۹       | سمپدوریا                                                  | ۱–۲ | یوونتوس                                                   | جنوا                                                          |
| ۲۰:۴۵ زمان اروپای مرکزی | کاسانو ۶۴' · کاسانی '۶۷ · کاربونرو '۹۰+۲ · مویساندر '۹۰+۴ |     | پوگبا ۱۷', '۴۷ · بونوچی '۳۹ · خدیرا ۴۶', '۹۰ · هرنانس '۸۸ | ورزشگاه: ورزشگاه لوئیجی فراری تماشاگران: ۲۵٬۰۲۴ داور: مازولنی |

| ۱۷ ژانویه ۲۰۱۶ ۲۰       | اودینزه                         | ۰–۴ | یوونتوس                                                         | اودینه                                               |
| ۱۵:۰۰ زمان اروپای مرکزی | آگیمانگ-بدو '۱۳ · لارانگیرا '۲۵ |     | کیه‌لینی '۱۱ · دیبالا ۱۵'، ۲۶' (پنالتی) · خدیرا ۱۸' · ساندرو ۴۲' | ورزشگاه: ورزشگاه فریولی تماشاگران: ۲۵٬۴۶۷ داور: روچی |

| ۲۴ ژانویه ۲۰۱۶ ۲۱       | یوونتوس                               | ۱–۰ | آ. اس. رم                                       | تورین                                                  |
| ۲۰:۴۵ زمان اروپای مرکزی | ماندژوکیچ '۵۱ · دیبالا ۷۷' · اورا '۸۸ |     | د روسی '۹ رودیگر '۱۴ پیانیچ '۵۱ ناینگولان '۹۰+۳ | ورزشگاه: ورزشگاه یوونتوس تماشاگران: ۳۸٬۳۴۸ داور: بانتی |

| ۳۱ ژانویه ۲۰۱۶ ۲۲       | کیه‌وو                              | ۰–۴ | یوونتوس                                                                                  | ورونا                                                                        |
| ۱۲:۳۰ زمان اروپای مرکزی | رادووانوویچ '۹ ساردو '۵۴ پینزی '۸۵ |     | آلوارو موراتا ۶'، ۴۰' · آلکس ساندرو '۲۰, ۶۱' · پل پوگبا ۶۷' · هرنانس (بازیکن فوتبال) '۸۴ | ورزشگاه: ورزشگاه مارک آنتونیو بنتگودی تماشاگران: ۲۵٬۰۰۰ داور: Daniele Doveri |

| ۳ فوریه ۲۰۱۶ ۲۳         | یوونتوس                                                          | ۱–۰ | جنوا                          | تورین                                                          |
| ۲۰:۴۵ زمان اروپای مرکزی | De Maio ۳۰' (گل‌به‌خودی) · لئوناردو بونوچی '۳۹ · سیمونه زازا '۹۰+۱ |     | مونوز '۳۴ کاپل '۶۴ ریگونی '۷۳ | ورزشگاه: ورزشگاه یوونتوس تماشاگران: ۳۷٬۱۵۱ داور: Carmine Russo |

| ۷ فوریه ۲۰۱۶ ۲۴         | فروزینونه                           | ۰–۲ | یوونتوس                                  | فروزینونه                                                   |
| ۱۵:۰۰ زمان اروپای مرکزی | کریویو '۵۳ سامارکو '۷۶ سادیمو '۹۰+۵ |     | کوادرادو ۷۳' · موراتا '۸۲ · دیبالا ۹۰+۱' | ورزشگاه: ورزشگاه ماتوزا تماشاگران: ۷٬۹۵۴ داور: Davide Massa |

| ۱۳ فوریه ۲۰۱۶ ۲۵        | یوونتوس                             | ۱–۰ | ناپولی                 | تورین                                                           |
| ۲۰:۴۵ زمان اروپای مرکزی | پوگبا '۶۷ · مارکیزیو '۸۶ · زازا ۸۸' |     | کایخون '۶۳ مرتنز '۹۰+۴ | ورزشگاه: ورزشگاه یوونتوس تماشاگران: ۴۱٬۳۰۵ داور: Daniele Orsato |

| ۱۹ فوریه ۲۰۱۶ ۲۶        | بولونیا                                  | ۰–۰ | یوونتوس                   | بولونیا                                                                  |
| ۲۰:۴۵ زمان اروپای مرکزی | گاستالدلو '۳۳ آمادو دیاوارادیاوارا '۹۰+۳ |     | استورارو '۴۱ مارکیزیو '۴۵ | ورزشگاه: ورزشگاه رناتو دلارا تماشاگران: ۲۹٬۴۶۳ داور: Massimiliano Irrati |

| ۲۸ فوریه ۲۰۱۶ دربی ایتالیانو | یوونتوس                                                                              | ۲–۰ | اینتر میلان | تورین                                                 |
| ۲۰:۴۵ زمان اروپای مرکزی      | لیختشتاینر '۳۹ · هرنانس '۴۵ · بونوچی ۴۷' · سامی خدیراخدیرا '۵۹ · موراتا ۸۴' (پنالتی) |     | ژسوس '۵۸    | ورزشگاه: ورزشگاه یوونتوس تماشاگران: ۴۰٬۲۰۴ داور: روچی |

| ۶ مارس ۲۰۱۶ ۲۸          | آتالانتا                        | ۰–۲ | یوونتوس                                            | برگامو                                                               |
| ۱۵:۰۰ زمان اروپای مرکزی | جیگارینی '۲ پالتا '۵۱ تولوی '۸۵ |     | بارزالی ۲۴' · پوگبا '۴۳ · مارکیزیو '۸۱ · لمینا ۸۶' | ورزشگاه: ورزشگاه آتلتی آتزوری دایتالیا تماشاگران: ۱۹٬۷۷۰ داور: والری |

| ۱۱ مارس ۲۰۱۶ ۲۹         | یوونتوس    | ۱–۰ | ساسوئولو                          | تورین                                                          |
| ۲۰:۴۵ زمان اروپای مرکزی | دیبالا ۳۶' |     | دونکن '۲۳ سانسونه '۴۱ ورسالکو '۵۵ | ورزشگاه: ورزشگاه یوونتوس تماشاگران: ۳۹٬۶۹۰ داور: Domenico Celi |

| ۲۰ مارس ۲۰۱۶ شهرآورد دلا موله | تورینو                                                     | ۱–۴ | یوونتوس                                                                                 | تورین                                                         |
| ۱۵:۰۰ زمان اروپای مرکزی       | آکواه '۱۹ · گلیک '۳۱ · سیلوا '۳۶ · بلوتی ۴۸' (پنالتی), '۶۸ |     | ساندرو '۱۷ · پوگبا ۳۳' · خدیرا ۴۲', '۸۷ · لیختشتاینر '۴۴ · بونوچی '۴۷ · موراتا ۶۳'، ۷۷' | ورزشگاه: ورزشگاه المپیک تورین تماشاگران: ۲۴٬۴۲۸ داور: ریتزولی |

| ۲ آوریل ۲۰۱۶ ۳۱ | یوونتوس                                     | ۱–۰ | امپولی              | تورین                                                                |
| ۲۰:۴۵ اروپا     | ماندژوکیچ ۴۴' · لیختشتاینر '۴۵+۱ · زازا '۶۷ |     | پاردس '۵۳ تونلی '۸۶ | ورزشگاه: ورزشگاه یوونتوس تماشاگران: ۳۸٬۹۱۱ داور: Gianpaolo Calvarese |

| ۹ آوریل ۲۰۱۶ ۳۲ | آ.ث. میلان                                                   | ۱–۲ | یوونتوس                                                | میلان                                                    |
| ۲۰:۴۵ اروپا     | دیاس داکستا ۱۸', '۵۹ · بالوتلی '۵۱ · کوسکا '۶۱ · آنتونلی '۸۹ |     | آساموا '۲۰ · ماندژوکیچ ۲۷', '۵۰ · پوگبا ۶۵' · زازا '۸۶ | ورزشگاه: ورزشگاه سن سیرو تماشاگران: ۷۵٬۳۹۳ داور: اورساتو |

| ۱۷ آوریل ۲۰۱۶ ۳۳ | یوونتوس                                                                      | ۴–۰ | پالرمو                                   | تورین                                                             |
| ۱۵:۰۰ اروپا      | خدیرا ۱۰' · بارزالی '۲۹ · پوگبا ۷۱' · کوادرادو ۷۴' · موراتا '۸۶ · پادوین ۸۹' |     | هیلجمارک '۲۹ گولدانیگا '۴۵+۱ گونزالس '۵۲ | ورزشگاه: ورزشگاه یوونتوس تماشاگران: ۳۹٬۱۳۳ داور: Piero Giacomelli |

| ۲۰ آوریل ۲۰۱۶ ۳۴ | یوونتوس                                                 | ۳–۰ | لاتزیو                      | تورین                                                    |
| ۲۰:۴۵ اروپا      | ماندژوکیچ ۳۹' · دیبالا ۵۲' (پنالتی)، ۶۴' · استورارو '۷۵ |     | گابارون '۴۲ '۴۹ · لولیچ '۵۲ | ورزشگاه: ورزشگاه یوونتوس تماشاگران: ۳۸٬۶۵۵ داور: مازولنی |

| ۲۴ آوریل ۲۰۱۶ ۳۵ | فیورنتینا                       | ۱–۲ | یوونتوس                                                     | فلورانس                                                                  |
| ۲۰:۴۵ اروپا      | خاویر رودریگز '۵۸ · کالینیچ ۸۱' |     | ماندژوکیچ ۳۹' · روگانی '۷۲ · موراتا ۸۳', '۸۳ · کوادرادو '۹۰ | ورزشگاه: ورزشگاه آرتمیو فرانکی تماشاگران: ۳۳٬۶۵۰ داور: Paolo Tagliavento |

| ۱ مه ۲۰۱۶ ۳۶ | یوونتوس                                                                                                 | ۲–۰ | کارپی                   | تورین                                                                |
| ۱۲:۳۰ اروپا  | ماندژوکیچ '۲۸ · هرنانس ۴۲', '۹۰+۳ · روگانی '۵۱ · بونوچی '۶۶ · زازا ۸۰' · لیختشتاینر '۹۰+۱ · پوگبا '۹۰+۱ |     | مارتینو '۳۰ کریمی '۴۵+۲ | ورزشگاه: ورزشگاه یوونتوس تماشاگران: ۴۰٬۳۱۶ داور: Massimiliano Irrati |

| ۸ مه ۲۰۱۶ ۳۷ | هلاس ورونا                                                                  | ۲–۱ | یوونتوس                                                         | ورونا                                                                       |
| ۲۰:۴۵ اروپا  | سیلیگاردی '۱۶ · مارونه '۳۲ · تونی ۴۳' (پنالتی) · ویویانی ۵۵' · هلاندر '۹۰+۴ |     | زازا '۲۶ · ساندرو '۴۲ '۹۰+۲ · لمینا '۵۱ · دیبالا ۹۰+۴' (پنالتی) | ورزشگاه: ورزشگاه مارک آنتونیو بنتگودی تماشاگران: ۲۳٬۴۲۳ داور: Fabio Maresca |

| ۱۴ مه ۲۰۱۶ ۳۸ | یوونتوس                                                                                        | ۵–۰ | سمپدوریا                 | تورین                                                               |
| ۱۷:۰۰ اروپا   | اورا ۶' · دیبالا ۱۵' (پنالتی)، ۳۷' · کیه‌لینی '۲۱, ۷۷' · هرنانس '۳۵ · استورارو '۷۲ · بونوچی ۸۵' |     | اشکرینیار '۱۴ · سالا '۳۷ | ورزشگاه: ورزشگاه یوونتوس تماشاگران: ۳۹٬۲۷۲ داور: Claudio Gavillucci |

### کوپا ایتالیا
| ۱۶ دسامبر ۲۰۱۵ مرحله یک شانزدهم | یوونتوس                                                    | ۴–۰   | تورینو                       | تورین                                                           |
| ۲۰:۴۵ زمان اروپای مرکزی         | زازا '۲۳, ۲۸'، ۵۱' · مارکیزیو '۳۹ · دیبالا ۷۳' · پوگبا ۸۲' | گزارش | مولینارو '۳۵ '۴۹ · آکواه '۴۲ | ورزشگاه: ورزشگاه یوونتوس تماشاگران: ۲۷٬۸۹۸ داور: Daniele Doveri |

| ۲۰ ژانویه ۲۰۱۶ مرحله یک هشتم | لاتزیو                             | ۰–۱   | یوونتوس                                                | رم                                                        |
| ۲۰:۴۵ زمان اروپای مرکزی      | لولیچ '۳۱ دوس سانتوس '۵۵ کونکو '۶۰ | گزارش | کیه‌لینی '۴۴ · لیختشتاینر ۶۶' · زازا '۹۰ · دیبالا '۹۰+۳ | ورزشگاه: ورزشگاه المپیک رم تماشاگران: ۳۰٬۷۹۹ داور: داماتو |

| ۲۷ ژانویه ۲۰۱۶ نیمه نهایی رفت | یوونتوس                                            | ۳–۰   | اینتر                                          | تورین                                                       |
| ۲۰:۴۵ زمان اروپای مرکزی       | بونوچی '۱۸ · موراتا ۳۶' (پنالتی)، ۶۳' · دیبالا ۸۴' | گزارش | موریلو '۳۴ '۷۰ · میراندا '۴۵+۱ · کوندوگبیا '۸۹ | ورزشگاه: ورزشگاه یوونتوس تماشاگران: ۳۹٬۴۴۱ داور: تاگلیاونتو |

| ۲ مارس ۲۰۱۶ نیمه نهایی برگشت         | اینتر                                                                                              | ۳–۰ (و.ا.) (۳–۳ گ.ح.) (۳–۵ پنالتی)       | یوونتوس                                                              | میلان                                                     |
| ۲۰:۴۵ زمان اروپای مرکزی              | بروزویچ ۱۷'، ۸۲' (پنالتی) · ژسوس '۲۴ · پریشیچ ۴۹', '۹۰+۲ · دمبروسیو '۹۰+۱ · ادر '۱۰۲ · سانتون '۱۰۶ | گزارش                                    | استورارو '۳۷ بونوچی '۴۱ کوادرادو '۹۰+۲ لمینا '۹۳ پوگبا '۹۸ زازا '۱۰۹ | ورزشگاه: ورزشگاه سن سیرو تماشاگران: ۲۹٬۳۵۷ داور: جرواسونی |
|                                      | ضربات پنالتی                                                                                       |                                          |                                                                      |                                                           |
| بروزویچ · پالاسیو · ماناج · ناگاتومو | | بارزالی · زازا · موراتا · پوگبا · بونوچی |                                                                      |                                                           |

| ۲۱ مه ۲۰۱۶ فینال | آ.ث. میلان                                  | ۰–۱ (و.ا.) | یوونتوس                                                                     | رم                                                      |
| ۲۰:۴۵ اروپا      | زاپاتا '۵۰ هوندا '۸۸ نیانگ '۱۰۱ مائوری '۱۱۹ | گزارش      | پوگبا '۶۲ · بارزالی '۱۰۵ · موراتا ۱۱۰', '۱۱۹ · کیه‌لینی '۱۱۷ · روگانی '۱۲۰+۲ | ورزشگاه: ورزشگاه المپیک رم تماشاگران: ۶۷٬۱۲۳ داور: روچی |

### لیگ قهرمانان اروپا

#### مرحله گروهی
| میزبان       | نتیجه | میهمان       | تاریخ برگزاری  |
| شب نخست      |       |              |                |
| ------------ | ----- | ------------ | -------------- |
| منچستر سیتی  | ۱–۲   | یوونتوس      | ۲۴ شهریور ۱۳۹۴ |
| شب دوم       |       |              |                |
| یوونتوس      | ۲–۰   | سویا         | ۸ مهر ۱۳۹۴     |
| شب سوم       |       |              |                |
| یوونتوس      | ۰–۰   | مونشن‌گلادباخ | ۲۹ مهر ۱۳۹۴    |
| شب چهارم     |       |              |                |
| مونشن‌گلادباخ | ۱–۱   | یوونتوس      | ۱۲ آبان ۱۳۹۴   |
| شب پنجم      |       |              |                |
| یوونتوس      | ۱–۰   | منچستر سیتی  | ۴ آذر ۱۳۹۴     |
| شب ششم       |       |              |                |
| سویا         | ۱–۰   | یوونتوس      | ۱۷ آذر ۱۳۹۴    |

##### جدول گروه D
| تیم          | بازی | برد | مساوی | باخت | گل‌زده | گل‌خورده | تفاضل | امتیاز |
| ------------ | ---- | --- | ----- | ---- | ----- | ------- | ----- | ------ |
| منچستر سیتی  | ۶    | ۴   | ۰     | ۲    | ۱۰    | ۴       | ۶+    | ۱۲     |
| یوونتوس      | ۶    | ۳   | ۲     | ۱    | ۶     | ۳       | ۳+    | ۱۱     |
| سویا         | ۶    | ۲   | ۰     | ۴    | ۸     | ۱۱      | ۳-    | ۶      |
| مونشن‌گلادباخ | ۶    | ۱   | ۲     | ۳    | ۸     | ۱۲      | ۴-    | ۵      |

| ۱۵ سپتامبر ۲۰۱۵ ۱ | منچستر سیتی            | ۱–۲   | یوونتوس                    | منچستر، انگلستان                                                       |
| ۲۰:۴۵ اروپا       | کیه‌لینی ۵۷' (گل‌به‌خودی) | گزارش | ماندژوکیچ ۷۰' · موراتا ۸۱' | ورزشگاه: ورزشگاه شهر منچستر تماشاگران: ۵۰٬۳۶۳ داور: اسکومینا (اسلوونی) |

| ۳۰ سپتامبر ۲۰۱۵ ۲ | یوونتوس               | ۲–۰   | سویا     | تورین، ایتالیا                                                  |
| ۲۰:۴۵ اروپا       | موراتا ۴۱' · زازا ۸۷' | گزارش | کوکه '۷۸ | ورزشگاه: ورزشگاه یوونتوس تماشاگران: ۳۶٬۴۹۹ داور: اریکسون (سوئد) |

| ۲۱ اکتبر ۲۰۱۵ ۳ | یوونتوس       | ۰–۰   | مونشن‌گلادباخ                         | تورین، ایتالیا                                                     |
| ۲۰:۴۵ اروپا     | کیه‌لینی '۹۰+۲ | گزارش | آلوارو دومینگز '۴۲ وندت '۶۲ ژاکا '۷۷ | ورزشگاه: ورزشگاه یوونتوس تماشاگران: ۴۰٬۹۴۰ داور: تامسون (اسکاتلند) |

| ۳ نوامبر ۲۰۱۵ ۴         | مونشن‌گلادباخ | ۱–۱   | یوونتوس                                                                | مونشن‌گلادباخ، آلمان                                                |
| ۲۰:۴۵ زمان اروپای مرکزی | جانسون ۱۸'   | گزارش | لیختشتاینر ۴۴' · هرنانس '۵۳ · مارکیزیو '۵۶ · دیبالا '۶۳ · استورارو '۶۷ | ورزشگاه: ورزشگاه بروسیا پارک تماشاگران: ۴۶٬۲۱۷ داور: کویپرس (هلند) |

| ۲۵ نوامبر ۲۰۱۵ ۵        | یوونتوس       | ۱–۰   | منچستر سیتی                              | تورین، ایتالیا                                                |
| ۲۰:۴۵ زمان اروپای مرکزی | ماندژوکیچ ۱۸' | گزارش | فرناندینیو لوئیز '۳۵ ناواس '۶۹ سانیا '۶۹ | ورزشگاه: ورزشگاه یوونتوس تماشاگران: ۳۸٬۱۹۳ داور: بریچ (آلمان) |

| ۸ دسامبر ۲۰۱۵ ۶         | سویا       | ۱–۰   | یوونتوس                 | سویا، اسپانیا                                                                   |
| ۲۰:۴۵ زمان اروپای مرکزی | یورنته ۶۵' | گزارش | ساندرو '۳۸ استورارو '۴۹ | ورزشگاه: ورزشگاه رامون سانچز پیس‌خوان تماشاگران: ۳۵٬۵۸۳ داور: مارسینیاک (لهستان) |

| ۲۳ فوریه ۲۰۱۶ دور رفت   | یوونتوس                                | ۲–۲   | بایرن مونیخ                                                  | تورین، ایتالیا                                                       |
| ۲۰:۴۵ زمان اروپای مرکزی | دیبالا ۶۳' · استورارو ۷۶' · موراتا '۷۹ | گزارش | کاستا '۲۰ · مولر ۴۳' · روبن ۵۵' · لواندوفسکی '۷۰ · ویدال '۹۰ | ورزشگاه: ورزشگاه یوونتوس تماشاگران: ۴۱٬۳۳۲ داور: اتکینسون (انگلستان) |

| ۱۶ مارس ۲۰۱۶ دور برگشت  | بایرن مونیخ                                                                                               | ۴–۲ (و.ا.) (۶–۴ گ.ح.) | یوونتوس | مونیخ، آلمان                                                         |
| ۲۰:۴۵ زمان اروپای مرکزی | کیمیش '۴۳ · ویدال '۴۸ · لواندوفسکی '۵۱, ۷۳' · مولر ۹۰+۱' · آلکانتارا ۱۰۸', '۱۰۹ · کومان ۱۱۰' · برنات '۱۱۲ | گزارش                 | پوگبا ۵' · کوادرادو ۲۸', '۷۱ · خدیرا '۲۹ · موراتا '۳۸ · لیختشتاینر '۴۸ · بونوچی '۵۳ · پریرا '۱۰۳ · استورارو '۱۱۲ | ورزشگاه: ورزشگاه آلیانتس آرنا تماشاگران: ۷۰٬۰۰۰ داور: اریکسون (سوئد) |

| ش.                                            | پ.          | م.          | بازیکن            | مجموع       | مجموع       | سری آ       | سری آ       | سوپرجام ایتالیا | سوپرجام ایتالیا | کوپا ایتالیا | کوپا ایتالیا | لیگ قهرمانان | لیگ قهرمانان |
| ش.                                            | پ.          | م.          | بازیکن            | بازی        | گل‌ها        | بازی        | گل‌ها        | بازی            | گل‌ها            | بازی         | گل‌ها         | بازی         | گل‌ها         |
| دروازه‌بان‌ها                                   | دروازه‌بان‌ها | دروازه‌بان‌ها | دروازه‌بان‌ها       | دروازه‌بان‌ها | دروازه‌بان‌ها | دروازه‌بان‌ها | دروازه‌بان‌ها | دروازه‌بان‌ها     | دروازه‌بان‌ها     | دروازه‌بان‌ها  | دروازه‌بان‌ها  | دروازه‌بان‌ها  | دروازه‌بان‌ها  |
| --------------------------------------------- | ----------- | ----------- | ----------------- | ----------- | ----------- | ----------- | ----------- | --------------- | --------------- | ------------ | ------------ | ------------ | ------------ |
| ۱                                             | دروازه‌بان   | ایتالیا     | جانلوئیجی بوفون   | ۴۴          | ۰           | ۳۵          | ۰           | ۱               | ۰               | ۰            | ۰            | ۸            | ۰            |
| ۲۵                                            | دروازه‌بان   | برزیل       | نتو               | ۸           | ۰           | ۳           | ۰           | ۰               | ۰               | ۵            | ۰            | ۰            | ۰            |
| ۳۴                                            | دروازه‌بان   | برزیل       | روبینیو           | ۰           | ۰           | ۰           | ۰           | ۰               | ۰               | ۰            | ۰            | ۰            | ۰            |
| ۳۸                                            | دروازه‌بان   | ایتالیا     | امیل آئودرو       | ۰           | ۰           | ۰           | ۰           | ۰               | ۰               | ۰            | ۰            | ۰            | ۰            |
| مدافعین                                       |             |             |                   |             |             |             |             |                 |                 |              |              |              |              |
| ۳                                             | مدافع       | ایتالیا     | جورجو کیه‌لینی     | ۳۴          | ۱           | ۲۱+۳        | ۱           | ۰               | ۰               | ۴            | ۰            | ۶            | ۰            |
| ۴                                             | مدافع       | اروگوئه     | مارتین کاسرس      | ۹           | ۰           | ۵+۱         | ۰           | ۱               | ۰               | ۲            | ۰            | ۰            | ۰            |
| ۱۲                                            | مدافع       | برزیل       | آلکس ساندرو       | ۳۲          | ۲           | ۱۵+۷        | ۲           | ۰               | ۰               | ۳+۲          | ۰            | ۴+۱          | ۰            |
| ۱۵                                            | مدافع       | ایتالیا     | آندره‌آ بارتزالی   | ۴۲          | ۱           | ۳۱          | ۱           | ۱               | ۰               | ۱+۱          | ۰            | ۶+۲          | ۰            |
| ۱۹                                            | مدافع       | ایتالیا     | لئوناردو بونوچی   | ۴۹          | ۳           | ۳۵+۱        | ۳           | ۱               | ۰               | ۴            | ۰            | ۸            | ۰            |
| ۲۴                                            | مدافع       | ایتالیا     | دنیله روگانی      | ۲۱          | ۰           | ۱۱+۶        | ۰           | ۰               | ۰               | ۳            | ۰            | ۰+۱          | ۰            |
| ۲۶                                            | مدافع       | سوئیس       | اشتفان لیختشتاینر | ۳۷          | ۲           | ۲۲+۴        | ۰           | ۱               | ۰               | ۴            | ۱            | ۶            | ۱            |
| ۳۳                                            | مدافع       | فرانسه      | پاتریس اورا       | ۳۵          | ۲           | ۲۴+۲        | ۲           | ۱               | ۰               | ۲            | ۰            | ۵+۱          | ۰            |
| هافبک‌ها                                       |             |             |                   |             |             |             |             |                 |                 |              |              |              |              |
| ۶                                             | هافبک       | آلمان       | سامی خدیرا        | ۲۵          | ۵           | ۲۰          | ۵           | ۰               | ۰               | ۱            | ۰            | ۴            | ۰            |
| ۸                                             | هافبک       | ایتالیا     | کلودیو مارکیزیو   | ۳۲          | ۰           | ۲۳          | ۰           | ۱               | ۰               | ۳            | ۰            | ۵            | ۰            |
| ۱۰                                            | هافبک       | فرانسه      | پل پوگبا          | ۴۹          | ۱۰          | ۳۳+۲        | ۸           | ۱               | ۰               | ۴+۱          | ۱            | ۸            | ۱            |
| ۱۱                                            | هافبک       | برزیل       | هرنانس            | ۲۲          | ۱           | ۱۰+۴        | ۱           | ۰               | ۰               | ۲+۱          | ۰            | ۴+۱          | ۰            |
| ۱۶                                            | هافبک       | کلمبیا      | خوان کوادرادو     | ۴۰          | ۵           | ۱۶+۱۲       | ۴           | ۰               | ۰               | ۲+۲          | ۰            | ۵+۳          | ۱            |
| ۱۸                                            | هافبک       | گابن        | ماریو لمینا       | ۱۳          | ۲           | ۷+۳         | ۲           | ۰               | ۰               | ۱+۱          | ۰            | ۰+۱          | ۰            |
| ۲۰                                            | هافبک       | ایتالیا     | سیمونه پادوین     | ۱۴          | ۱           | ۶+۶         | ۱           | ۰               | ۰               | ۰+۲          | ۰            | ۰            | ۰            |
| ۲۲                                            | هافبک       | غنا         | کوادوو آساموا     | ۱۳          | ۰           | ۶+۵         | ۰           | ۰               | ۰               | ۲            | ۰            | ۰            | ۰            |
| ۲۷                                            | هافبک       | ایتالیا     | استفانو استورارو  | ۲۸          | ۲           | ۱۱+۸        | ۱           | ۱               | ۰               | ۲            | ۰            | ۴+۲          | ۱            |
| ۳۷                                            | هافبک       | آرژانتین    | روبرتو پریرا      | ۱۶          | ۰           | ۹+۴         | ۰           | ۰+۱             | ۰               | ۰            | ۰            | ۰+۲          | ۰            |
| مهاجمین                                       |             |             |                   |             |             |             |             |                 |                 |              |              |              |              |
| ۷                                             | مهاجم       | ایتالیا     | سیمونه زازا       | ۲۴          | ۸           | ۵+۱۴        | ۵           | ۰               | ۰               | ۳            | ۲            | ۰+۲          | ۱            |
| ۹                                             | مهاجم       | اسپانیا     | آلوارو موراتا     | ۴۷          | ۱۲          | ۱۶+۱۸       | ۷           | ۰               | ۰               | ۴+۱          | ۳            | ۶+۲          | ۲            |
| ۱۷                                            | مهاجم       | کرواسی      | ماریو مانجوکیچ    | ۳۶          | ۱۳          | ۲۴+۳        | ۱۰          | ۱               | ۱               | ۲+۱          | ۰            | ۴+۱          | ۲            |
| ۲۱                                            | مهاجم       | آرژانتین    | پائولو دیبالا     | ۴۶          | ۲۳          | ۲۹+۵        | ۱۹          | ۰+۱             | ۱               | ۱+۳          | ۲            | ۵+۲          | ۱            |
| ۳۹                                            | مهاجم       | ایتالیا     | آندره‌آ فاویلی     | ۱           | ۰           | ۰+۱         | ۰           | ۰               | ۰               | ۰            | ۰            | ۰            | ۰            |
| بازیکنانی که در میانه فصل از باشگاه خارج شدند |             |             |                   |             |             |             |             |                 |                 |              |              |              |              |
| ۱۸                                            | مدافع       | شیلی        | ماوریسیو ایسلا    | ۱           | ۰           | ۰+۱         | ۰           | ۰               | ۰               | ۰            | ۰            | ۰            | ۰            |
| ۱۴                                            | مهاجم       | اسپانیا     | فرناندو یورنته    | ۲           | ۰           | ۰+۱         | ۰           | ۰+۱             | ۰               | ۰            | ۰            | ۰            | ۰            |
| ۲۹                                            | مهاجم       | فرانسه      | کینگزلی کومان     | ۲           | ۰           | ۱           | ۰           | ۱               | ۰               | ۰            | ۰            | ۰            | ۰            |

| رتبه       | ش          | پست        | ملیت       | نام               | سری آ | سوپرجام | کوپا ایتالیا | لیگ قهرمانان | مجموع |
| ---------- | ---------- | ---------- | ---------- | ----------------- | ----- | ------- | ------------ | ------------ | ----- |
| ۱          | ۲۱         | مهاجم      | آرژانتین   | پائولو دیبالا     | ۱۹    | ۱       | ۲            | ۱            | ۲۳    |
| ۲          | ۱۷         | مهاجم      | کرواسی     | ماریو ماندژوکیچ   | ۱۰    | ۱       | ۰            | ۲            | ۱۳    |
| ۳          | ۹          | مهاجم      | اسپانیا    | آلوارو موراتا     | ۷     | ۰       | ۳            | ۲            | ۱۲    |
| ۴          | ۱۰         | هافبک      | فرانسه     | پل پوگبا          | ۸     | ۰       | ۱            | ۱            | ۱۰    |
| ۵          | ۷          | مهاجم      | ایتالیا    | سیمونه زازا       | ۵     | ۰       | ۲            | ۱            | ۸     |
| ۶          | ۶          | هافبک      | آلمان      | سامی خدیرا        | ۵     | ۰       | ۰            | ۰            | ۵     |
| ۶          | ۱۶         | هافبک      | کلمبیا     | خوان کوادرادو     | ۴     | ۰       | ۰            | ۱            | ۵     |
| ۸          | ۱۹         | مدافع      | ایتالیا    | لئوناردو بونوچی   | ۳     | ۰       | ۰            | ۰            | ۳     |
| ۹          | ۱۲         | مدافع      | برزیل      | آلکس ساندرو       | ۲     | ۰       | ۰            | ۰            | ۲     |
| ۹          | ۱۸         | هافبک      | گابن       | ماریو لمینا       | ۲     | ۰       | ۰            | ۰            | ۲     |
| ۹          | ۲۶         | مدافع      | سوئیس      | اشتفان لیختشتاینر | ۰     | ۰       | ۱            | ۱            | ۲     |
| ۹          | ۲۷         | هافبک      | ایتالیا    | استفانو استورارو  | ۱     | ۰       | ۰            | ۱            | ۲     |
| ۹          | ۳۳         | مدافع      | فرانسه     | پاتریس اورا       | ۲     | ۰       | ۰            | ۰            | ۲     |
| ۱۴         | ۳          | مدافع      | ایتالیا    | جورجو کیه‌لینی     | ۱     | ۰       | ۰            | ۰            | ۱     |
| ۱۴         | ۱۱         | هافبک      | برزیل      | هرنانس            | ۱     | ۰       | ۰            | ۰            | ۱     |
| ۱۴         | ۱۵         | مدافع      | ایتالیا    | آندره‌آ بارزالی    | ۱     | ۰       | ۰            | ۰            | ۱     |
| ۱۴         | ۲۰         | هافبک      | ایتالیا    | سیمونه پادوین     | ۱     | ۰       | ۰            | ۰            | ۱     |
| گل به خودی | گل به خودی | گل به خودی | گل به خودی | گل به خودی        | ۳     | ۰       | ۰            | ۰            | ۳     |
| مجموع      | مجموع      | مجموع      | مجموع      | مجموع             | ۷۵    | ۲       | ۹            | ۱۰           | ۹۶    |

| رتبه  | ش     | پست       | ملیت    | نام             | سری آ | سوپرجام | کوپا ایتالیا | لیگ قهرمانان | مجموع |
| ----- | ----- | --------- | ------- | --------------- | ----- | ------- | ------------ | ------------ | ----- |
| ۱     | ۱     | دروازه‌بان | ایتالیا | جانلوئیجی بوفون | ۲۱    | ۱       | ۰            | ۳            | ۲۵    |
| ۲     | ۲۵    | دروازه‌بان | برزیل   | نتو             | ۱     | ۰       | ۴            | ۰            | ۵     |
| مجموع | مجموع | مجموع     | مجموع   | مجموع           | ۲۲    | ۱       | ۴            | ۳            | ۳۰    |

| ش.        | پست       | ملیت      | بازیکن            | سری آ | سری آ                         | سری آ    | سوپرجام | سوپرجام                       | سوپرجام  | کوپا ایتالیا | کوپا ایتالیا                  | کوپا ایتالیا | لیگ قهرمانان | لیگ قهرمانان                  | لیگ قهرمانان | مجموع | مجموع                         | مجموع    |
| ش.        | پست       | ملیت      | بازیکن            |       | Yellow card · Yellow-red card | Red card |         | Yellow card · Yellow-red card | Red card |              | Yellow card · Yellow-red card | Red card     |              | Yellow card · Yellow-red card | Red card     |       | Yellow card · Yellow-red card | Red card |
| ۱         | دروازه‌بان | ایتالیا   | جانلوئیجی بوفون   | ۱     | ۰                             | ۰        | ۰       | ۰                             | ۰        | ۰            | ۰                             | ۰            | ۰            | ۰                             | ۰            | ۱     | ۰                             | ۰        |
| ۲۵        | دروازه‌بان | برزیل     | نتو               | ۰     | ۰                             | ۰        | ۰       | ۰                             | ۰        | ۰            | ۰                             | ۰            | ۰            | ۰                             | ۰            | ۰     | ۰                             | ۰        |
| ۳۴        | دروازه‌بان | برزیل     | روبینیو           | ۰     | ۰                             | ۱        | ۰       | ۰                             | ۰        | ۰            | ۰                             | ۰            | ۰            | ۰                             | ۰            | ۰     | ۰                             | ۱        |
| ۳         | مدافع     | ایتالیا   | جورجو کیه‌لینی     | ۴     | ۱                             | ۰        | ۰       | ۰                             | ۰        | ۲            | ۰                             | ۰            | ۱            | ۰                             | ۰            | ۷     | ۱                             | ۰        |
| ۴         | مدافع     | اروگوئه   | مارتین کاسرس      | ۰     | ۰                             | ۰        | ۰       | ۰                             | ۰        | ۰            | ۰                             | ۰            | ۰            | ۰                             | ۰            | ۰     | ۰                             | ۰        |
| ۱۲        | مدافع     | برزیل     | آلکس ساندرو       | ۵     | ۱                             | ۰        | ۰       | ۰                             | ۰        | ۰            | ۰                             | ۰            | ۱            | ۰                             | ۰            | ۶     | ۱                             | ۰        |
| ۱۵        | مدافع     | ایتالیا   | آندره‌آ بارزالی    | ۲     | ۰                             | ۰        | ۰       | ۰                             | ۰        | ۱            | ۰                             | ۰            | ۰            | ۰                             | ۰            | ۳     | ۰                             | ۰        |
| ۱۹        | مدافع     | ایتالیا   | لئوناردو بونوچی   | ۶     | ۰                             | ۰        | ۰       | ۰                             | ۰        | ۲            | ۰                             | ۰            | ۱            | ۰                             | ۰            | ۹     | ۰                             | ۰        |
| ۲۴        | مدافع     | ایتالیا   | دنیله روگانی      | ۲     | ۰                             | ۰        | ۰       | ۰                             | ۰        | ۱            | ۰                             | ۰            | ۰            | ۰                             | ۰            | ۳     | ۰                             | ۰        |
| ۲۶        | مدافع     | سوئیس     | اشتفان لیختشتاینر | ۵     | ۰                             | ۰        | ۰       | ۰                             | ۰        | ۰            | ۰                             | ۰            | ۱            | ۰                             | ۰            | ۶     | ۰                             | ۰        |
| ۳۳        | مدافع     | فرانسه    | پاتریس اورا       | ۵     | ۱                             | ۰        | ۰       | ۰                             | ۰        | ۰            | ۰                             | ۰            | ۰            | ۰                             | ۰            | ۵     | ۱                             | ۰        |
| ۶         | هافبک     | آلمان     | سامی خدیرا        | ۳     | ۰                             | ۱        | ۰       | ۰                             | ۰        | ۰            | ۰                             | ۰            | ۱            | ۰                             | ۰            | ۴     | ۰                             | ۱        |
| ۸         | هافبک     | ایتالیا   | کلودیو مارکیزیو   | ۸     | ۰                             | ۰        | ۰       | ۰                             | ۰        | ۱            | ۰                             | ۰            | ۱            | ۰                             | ۰            | ۱۰    | ۰                             | ۰        |
| ۱۰        | هافبک     | فرانسه    | پل پوگبا          | ۱۰    | ۰                             | ۰        | ۰       | ۰                             | ۰        | ۲            | ۰                             | ۰            | ۰            | ۰                             | ۰            | ۱۲    | ۰                             | ۰        |
| ۱۱        | هافبک     | برزیل     | هرنانس            | ۶     | ۰                             | ۰        | ۰       | ۰                             | ۰        | ۰            | ۰                             | ۰            | ۰            | ۰                             | ۱            | ۶     | ۰                             | ۱        |
| ۱۶        | هافبک     | کلمبیا    | خوان کوادرادو     | ۲     | ۰                             | ۰        | ۰       | ۰                             | ۰        | ۱            | ۰                             | ۰            | ۱            | ۰                             | ۰            | ۴     | ۰                             | ۰        |
| ۱۸        | هافبک     | گابن      | ماریو لمینا       | ۴     | ۰                             | ۰        | ۰       | ۰                             | ۰        | ۱            | ۰                             | ۰            | ۰            | ۰                             | ۰            | ۵     | ۰                             | ۰        |
| ۲۰        | هافبک     | ایتالیا   | سیمونه پادوین     | ۲     | ۰                             | ۰        | ۰       | ۰                             | ۰        | ۰            | ۰                             | ۰            | ۰            | ۰                             | ۰            | ۲     | ۰                             | ۰        |
| ۲۲        | هافبک     | غنا       | کوادوو آساموا     | ۱     | ۰                             | ۰        | ۰       | ۰                             | ۰        | ۰            | ۰                             | ۰            | ۰            | ۰                             | ۰            | ۱     | ۰                             | ۰        |
| ۲۷        | هافبک     | ایتالیا   | استفانو استورارو  | ۶     | ۰                             | ۰        | ۰       | ۰                             | ۰        | ۱            | ۰                             | ۰            | ۳            | ۰                             | ۰            | ۱۰    | ۰                             | ۰        |
| ۳۷        | هافبک     | آرژانتین  | روبرتو پریرا      | ۰     | ۰                             | ۰        | ۰       | ۰                             | ۰        | ۰            | ۰                             | ۰            | ۱            | ۰                             | ۰            | ۱     | ۰                             | ۰        |
| ۷         | مهاجم     | ایتالیا   | سیمونه زازا       | ۶     | ۰                             | ۱        | ۰       | ۰                             | ۰        | ۳            | ۰                             | ۰            | ۰            | ۰                             | ۰            | ۹     | ۰                             | ۱        |
| ۹         | مهاجم     | اسپانیا   | آلوارو موراتا     | ۶     | ۰                             | ۰        | ۰       | ۰                             | ۰        | ۱            | ۰                             | ۰            | ۲            | ۰                             | ۰            | ۹     | ۰                             | ۰        |
| ۱۷        | مهاجم     | کرواسی    | ماریو ماندژوکیچ   | ۵     | ۰                             | ۰        | ۰       | ۰                             | ۰        | ۰            | ۰                             | ۰            | ۰            | ۰                             | ۰            | ۵     | ۰                             | ۰        |
| ۲۱        | مهاجم     | آرژانتین  | پائولو دیبالا     | ۱     | ۰                             | ۰        | ۰       | ۰                             | ۰        | ۱            | ۰                             | ۰            | ۱            | ۰                             | ۰            | ۳     | ۰                             | ۰        |
| مجموع کلی | مجموع کلی | مجموع کلی | مجموع کلی         | ۹۰    | ۳                             | ۳        | ۰       | ۰                             | ۰        | ۱۷           | ۰                             | ۰            | ۱۴           | ۰                             | ۱            | ۱۲۱   | ۳                             | ۴        |